# Burgondes
Les Burgondes sont un des peuples du groupe des Germains orientaux. Identifiés comme tels, ils relèvent de l'aire culturelle de l'âge du fer germanique ancien. Hypothétiquement originaires de l'île de Bornholm en mer Baltique, leur ethnogenèse remonterait à l'âge du bronze danois.
Au Ier siècle, ils migrent vers l'actuelle Poméranie aux bouches de l'Oder, puis s'installent au IIe siècle en Silésie aux sources de la Vistule. À la fin du IIIe siècle, ils se déplacent vers l'Elbe puis le Main. À la fin du IVe siècle, ils sont établis aux abords du Rhin en Germanie supérieure, à la suite de la migration des Vandales et Alains en Gaule romaine, sans être politiquement soumis à l'Empire romain d'Occident. Ils constituent ainsi un premier royaume en 413, avant d'être défaits en 436 par les Huns en Germanie inférieure. Cette épopée des Burgondes est légendairement retracée par la Chanson des Nibelungen.
Au terme des migrations germaniques de la fin de l'Antiquité, les Burgondes s'établissent durablement dans le centre-est de la Gaule comme peuple fédéré de l'Empire romain d'Occident. Lors de son effondrement au Ve siècle, ils y fondent un royaume des Burgondes couvrant initialement tout ou partie des actuelles régions suivantes : Bourgogne, Franche-Comté, Savoie, Vallée d'Aoste, Lyonnais, Dauphiné et Suisse romande. Dès 534, le royaume des Burgondes est intégré à l'espace Mérovingien en tant que Regnum Burgundorum: le royaume de Bourgogne.

## Origines

### Migrations vers l'Oder et la Vistule (Ier–IIIesiècles)

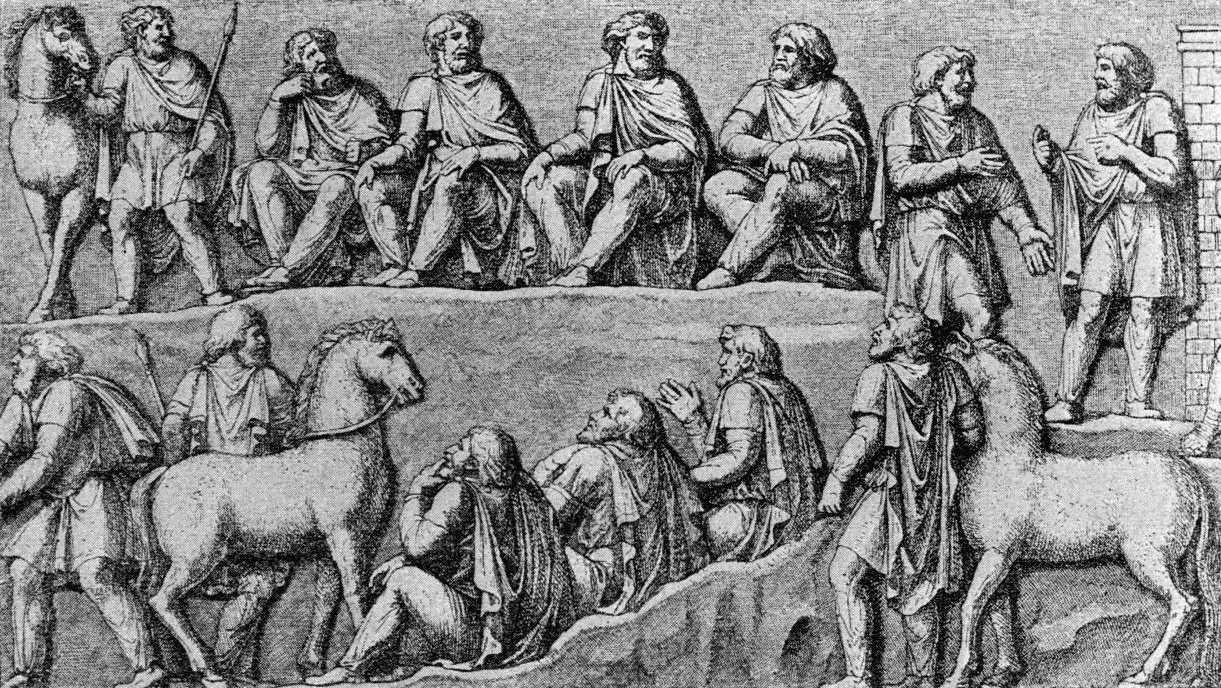
Assemblée de gouvernement germanique, d'après un relief de la colonne de Marc-Aurèle (193 apr. J.-C.).

La plupart des chercheurs s'accordent à penser que les Burgondes pourraient être associés aux cultures de Wielbark, puis de Luboszyce.
Pline l'Ancien écrit en l’an 78 que le peuple burgonde est localisé sur l'Oder, dans l'actuelle Poméranie. Son territoire aurait été délimité :
- à l'est par la Vistule ;
- à l'ouest par la Warta jusqu'à sa confluence avec la Noteć ;
- au nord par la vallée de la Noteć ;
- au sud par le territoire des Ruges[3].

Au IIe siècle, le géographe Claude Ptolémée les situe entre l'Oder et la Vistule et, selon l'historien Jordanès, ils occupent le même territoire en l’an 245.
Peu après, les Burgondes migrent vers le sud-ouest et se heurtent aux Gépides du roi Fastida qui leur fait subir une grave défaite. Il semble même que l'existence de leur pays prit fin, mais même fortement diminué le tronc du peuple burgonde persistait. Jordanès raconte cet épisode comme suit :

« Donc, comme nous le disions, Fastida, souleva sa paisible nation et étendit par les armes les frontières de sa patrie. Il massacra en effet les Burgondes au point de presque les anéantir et se rendit maître de plusieurs autres nations. En provoquant aussi à mauvais escient les Goths, il viola le premier le lien du sang en suscitant un conflit qui n'aurait pas dû être, exalté qu'il était par l'orgueil démesuré dont il était bouffi. Tandis qu'il entreprenait d'ajouter des terres à son peuple qui croissait, il diminuait le nombre des habitants de sa patrie. »

— Jordanès, Getica, XVII

Répartition des peuples germaniques au Ier siècle ap. J.-C.

Katalin Escher préfère écrire que les Burgondes, établis à cette époque (vers 244-251) entre la Vistule et l'Oder, furent attaqués par le peuple voisin des Gépides. Il est possible aussi que cette défaite ait entraîné leur mise en mouvement vers l'ouest. Les Burgondes passèrent l'Oder et s'installèrent quelque temps près de l'Elbe.

### Burgondes en Germanie (IIIe–IVesiècles)
Cette période n'est pas très bien connue. Les Burgondes sont cités par quelques auteurs, mais il est possible que les chroniqueurs romains des campagnes militaires ne les distinguent pas toujours des Alamans, dont ils paraissent avoir été assez proches. On a pourtant découvert à Trèves la pierre tombale d'un « Hariulf », de la « lignée royale des Burgondes », et à Kahl am Main, dans la banlieue de Francfort, les vestiges de maisonnettes et d'un cimetière germanique dont les artefacts présentaient des caractéristiques proches des futurs objets burgondes du milieu du Ve siècle.

#### Sources

##### Zosime (Vesiècle)

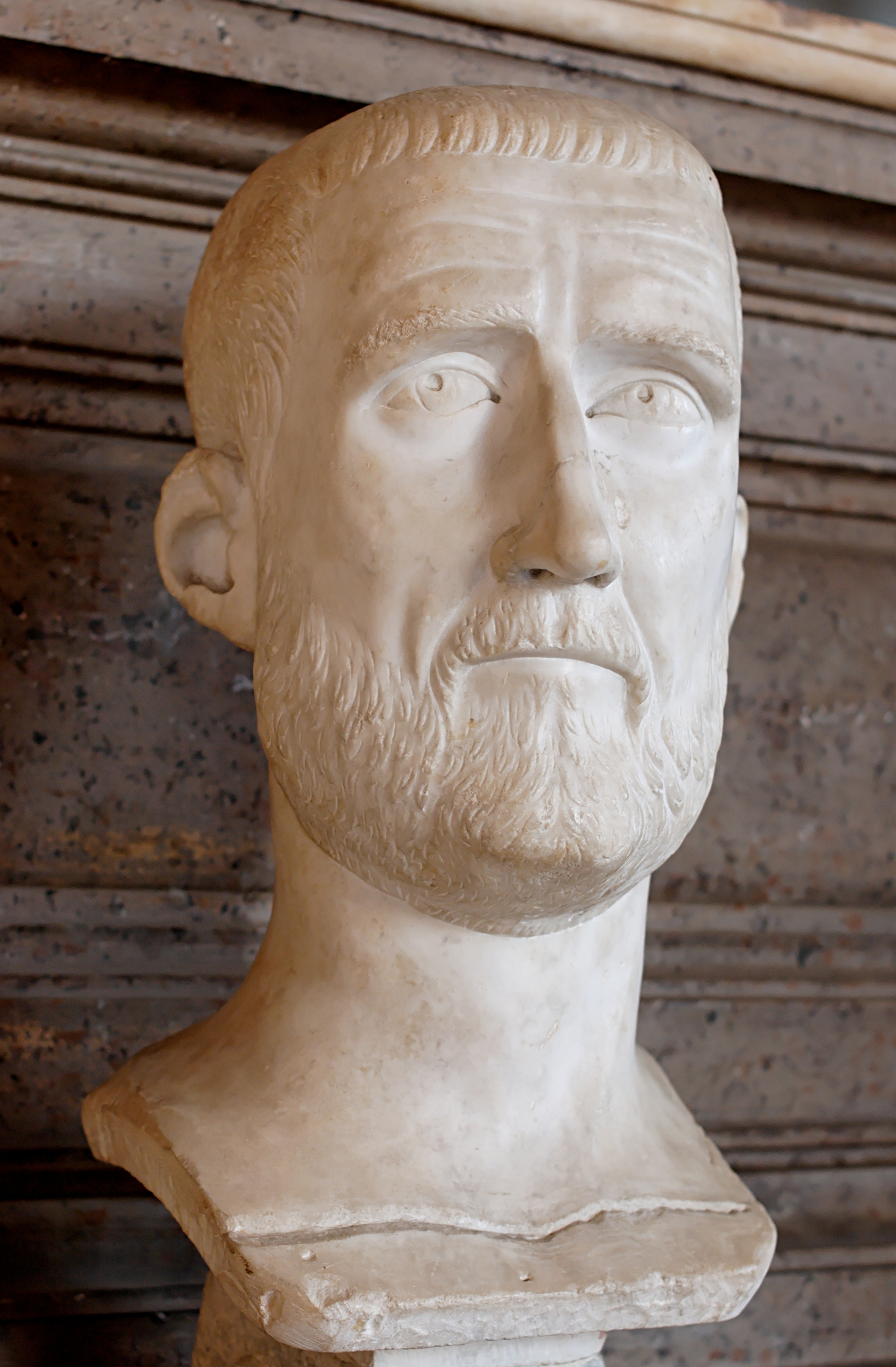
Buste de Probus, musée du Capitole.

L'historien byzantin du Ve siècle, Zosime évoque les Burgondes à une époque très éloignée de lui. L'épisode qu'il relate se place en l'année 278, et se déroule dans une zone frontalière de l'Empire, près du Danube. Katalin Escher et J. Favrod précisent que l'action s'est déroulée sur la rive du « Ligos », identifié comme le Lech, cours d'eau affluent du Danube. Quelques décennies après l'épisode de la guerre gépide, les Burgondes avaient continué leur migration vers le sud - sud-ouest et se trouvaient face au territoire des Alamans. Dans le récit que Zosime fait de l’expédition de l'empereur romain Probus en 278 en Gaule, les Burgondes alliés aux Vandales dirigés par le roi vandale Igillos ont été battus par Probus. Probus s’est emparé d’Igillos, et a déporté de nombreux prisonniers vandales et burgondes en Bretagne (actuelle Grande-Bretagne). Zosime écrit :

« Les Romains provoquaient au combat les Barbares établis sur l'autre rive : irrités par ces démonstrations, tous ceux qui en furent capables traversèrent le fleuve ; mais les légions leur tombant sur le dos, les Barbares furent en partie massacrés, tandis que les autres furent pris vivants par les Romains. Le reste demanda de conclure un accord, en offrant de rendre aussi bien le butin que les prisonniers de guerre qu'ils se trouvaient avoir en leur possession, mais lorsque leur demande eut été agréée, ils ne rendirent pas tout ; l'empereur, indigné par ce procédé, les attaqua tandis qu'ils se retiraient et leur infligea le châtiment qu'ils méritaient en les massacrant et en s'emparant de leur chef Igillus vivant ; il fit conduire en Bretagne tous les barbares qu'il réussit à faire prisonniers ; ceux qui étaient établis dans cette île devinrent utiles à l'empereur lors d'une insurrection. »

— Zosime, Histoire Nouvelle, Livre I. Cité par Katalin Escher, Les Burgondes, p. 10.

##### Claudius Mamertin (finIIIesiècle)

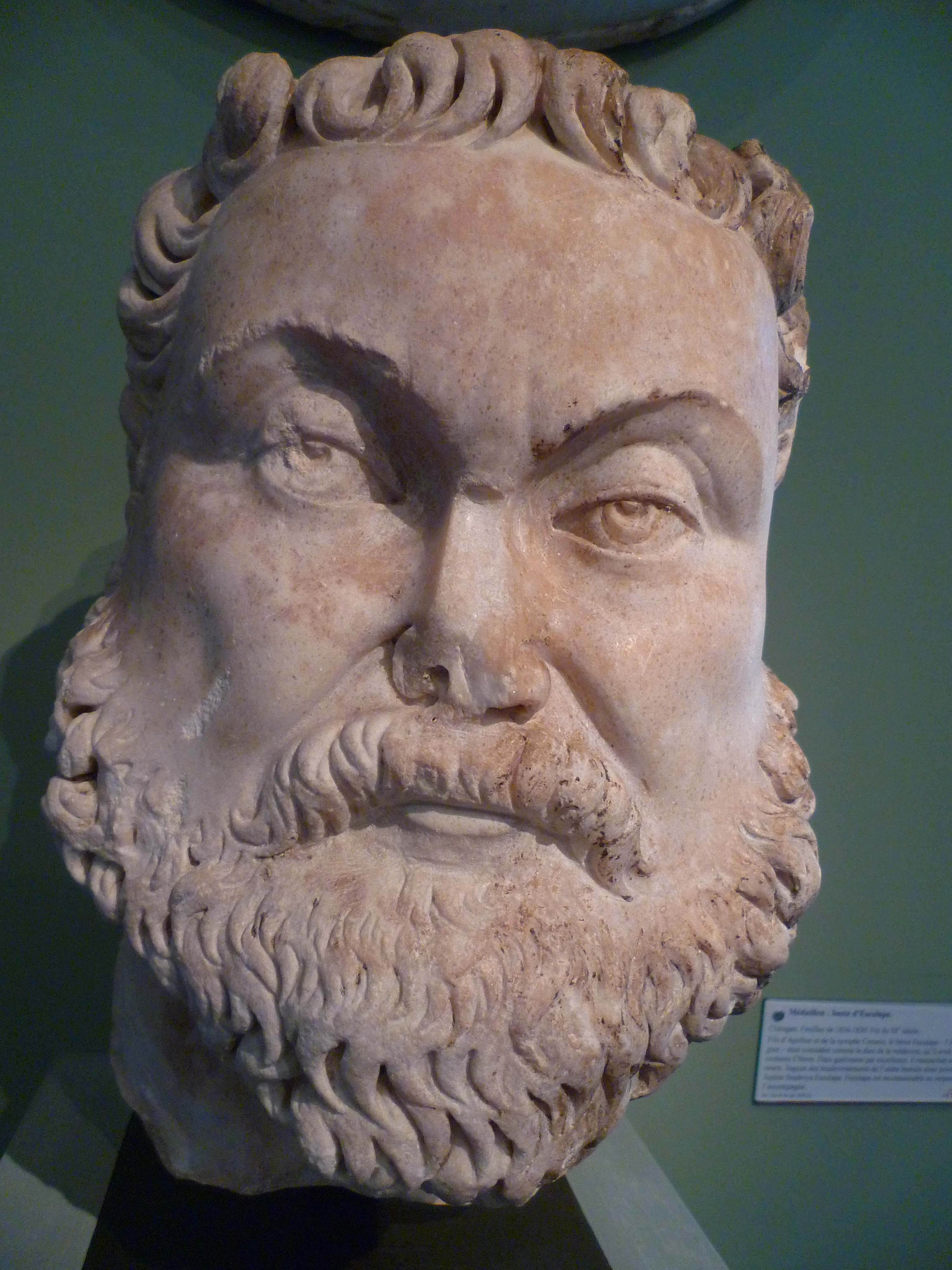
Tête de Maximien Hercule au Musée Saint-Raymond de Toulouse.

Le rhéteur Claudius Mamertin parle des Burgondes dans le Panégyrique I de l’empereur Maximien Hercule, prononcé à Trèves le 21 avril 289. Énumérant les peuples qui ont ravagé la Gaule et qui ont été combattus par Maximien Hercule, il cite les Burgondes unis aux Alamans et à d'autres peuples. Claude Mamertin évoque les Burgondes en ces termes : 

« ... alors que tous les peuples barbares menaçaient la Gaule entière de la destruction et que, avec les Burgondions et les Alamans, les Chaibones et les Hérules aussi, les plus redoutables des Barbares et les plus éloignés de nous, s'étaient rués d'un élan impétueux sur nos provinces... »

— (Panégyrique II [10], 5) cité par Katalin Escher, Les Burgondes, p. 10
Dans un autre Éloge de Maximien Hercule, de 292, Claudius Mamertin indique que les Burgondes se sont emparés des terres des Alamans mais ont ensuite subi une défaite. Le discours de Mamertin adressé à Maximien entre 291 et 293 à Trèves mentionne la présence des Burgondes :

« …Les Goths exterminent complètement les Burgondes et, à leur tour, les Alamans ainsi que les Tervinges s'arment pour la défense des vaincus ; une autre partie des Goths, avec l'aide d'un corps de Taïfales, fond sur les Vandales et les Gépides. (…) Les Burgondions ont occupé le territoire des Alamans, mais il leur en a coûté à eux aussi de lourdes pertes. Les Alamans dépossédés de leurs terres cherchent à les récupérer »

— (Panégyrique III), cité par Katalin Escher, Les Burgondes, p. 10.

##### Ammien Marcellin (IVesiècle)

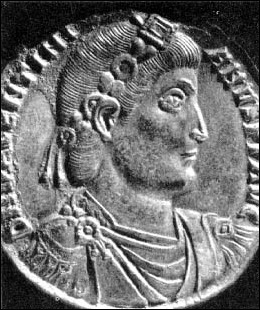
Valentinien Ier.

L’historien Ammien Marcellin apporte des informations sur des événements qui se sont déroulés en 359, date à laquelle l'empereur Julien dirigea une expédition contre les Alamans. Ammien Marcellin écrit que Julien ayant franchi le Rhin, il pénétra profondément sur leurs terres et atteignit le lieu « appelé Capellati ou Palas. Là se trouvent les bornes qui marquent la limite des territoires des Alamans et des Burgondes »,.
Il fait état aussi d'autres évènements vers 369, 370. À cette époque, les Alamans et leur roi Macrien tiennent les Romains en alarme par leurs attaques incessantes. L'empereur romain Valentinien Ier, fait appel aux Burgondes, « ... dont la vaillante et inépuisable jeunesse était l’effroi de tous ses voisins, par là redoutable pour tous. » et qui sont alors en conflit avec les Alamans, pour des questions tenant à la délimitation des frontières et à la propriété de salines. Romains et Burgondes envisagent une action concertée pour vaincre les Alamans. Les Burgondes mettent sur pied l’élite de leur troupe et un corps de 80 000 soldats descend sur les bords du Rhin. L’empereur romain « n’était pas au rendez-vous et rien n'indiquait un commencement de sa promesse ». Les Burgondes, indignés et furieux de la tromperie des Romains, regagnèrent leur terre natale après avoir massacré tous les prisonniers.
Dans son récit, Ammien Marcellin donne aussi quelques indications sur l'exercice de l'autorité au sein du peuple burgonde.

#### Exercice du pouvoir et religion
Selon Ammien Marcellin, à cette époque, le peuple des Burgondes, composé de plusieurs clans, n'avait pas de roi. Chaque clan avait deux chefs de même rang à sa tête ; l’un militaire et politique qui porte le nom générique de hendinos, l’autre religieux nommé sinistus. Le hendinos a la responsabilité de la prospérité et de la réussite du peuple mais il peut être déposé « si la fortune l'abandonne à la guerre ou si la récolte vient à manquer ». Le grand-prêtre Sinistus est nommé à vie. À cette époque les Burgondes sont païens.
Extrait du récit d'Ammien Marcelin :

« Le nom générique du roi chez ce peuple est Hendinos. La coutume nationale veut qu'il soit déposé si la fortune l'abandonne à la guerre, ou si la récolte vient à manquer. Les Égyptiens rendent aussi leur gouvernement responsable des mêmes circonstances. Chez les Burgondes le grand-prêtre s'appelle Sinistus et il est lui, nommé à vie sans se trouver exposé à aucun risque, comme le sont les rois »

— Ammien Marcelin, Histoire, Livre XXVIII

#### Migrations successives: synthèse

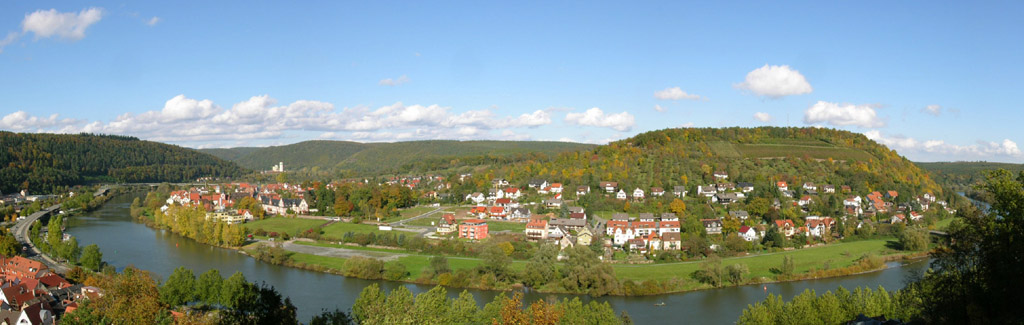
Kreuzwertheim, lieu d'implantation d'une fortification burgonde élevée vers la fin du IVe siècle dans un méandre du Main.

Le peuple burgonde se déplaça par migrations successives. Les historiens Justin Favrod et Katalin Escher, estiment qu'après avoir quitté la région Oder-Vistule, les Burgondes sont sur l’Elbe vers 270 ; ils sont alors associés aux Vandales.
À la fin du IIIe siècle, ils s'installent sur le Main, et se trouvent au contact des Alamans, avec lesquels des relations difficiles s'établissent, comme l'attestent Claudius Mamertin et Ammien Marcellin. Ils séjournent un peu plus d'un siècle dans la vallée du Main.
La période qui suivit la descente du Rhin (370/373) jusqu'à l'invasion de la Gaule par les peuples barbares (406/407) reste une partie obscure de l'histoire burgonde. Katalin Escher écrit que c'est pendant cette période que les Burgondes acquirent de nouveaux territoires, et qu'un personnage unique, le roi tribal de la fin du IVe siècle Gibica, personnage historique, ou son successeur Gundahar (mentionné en 412) qui est probablement son fils (ou son neveu ou son petit-fils indique Katalin Escher) unifia les clans sous son autorité. Gundahar, écrit-elle, pourrait déjà avoir régné en 406.
Du côté de l'Empire, les Burgondes sont à plusieurs reprises en conflit avec Rome à l'occasion de tentatives d'incursion, mais vers 369-370 ils font alliance avec les Romains contre les Alamans.
L'archéologie a permis de mettre en évidence l'existence d'un établissement fortifié burgonde datant de la fin du IVe siècle à Kreuzwertheim sur l'avancée rocheuse du Wettenburg, dans un méandre du Main.

## Royaume rhénan des Burgondes

### Contexte: l'Empire d'Occident après la mort de Théodose

#### Dynastie théodosienne (395-455) et gouvernement desmagistri militum

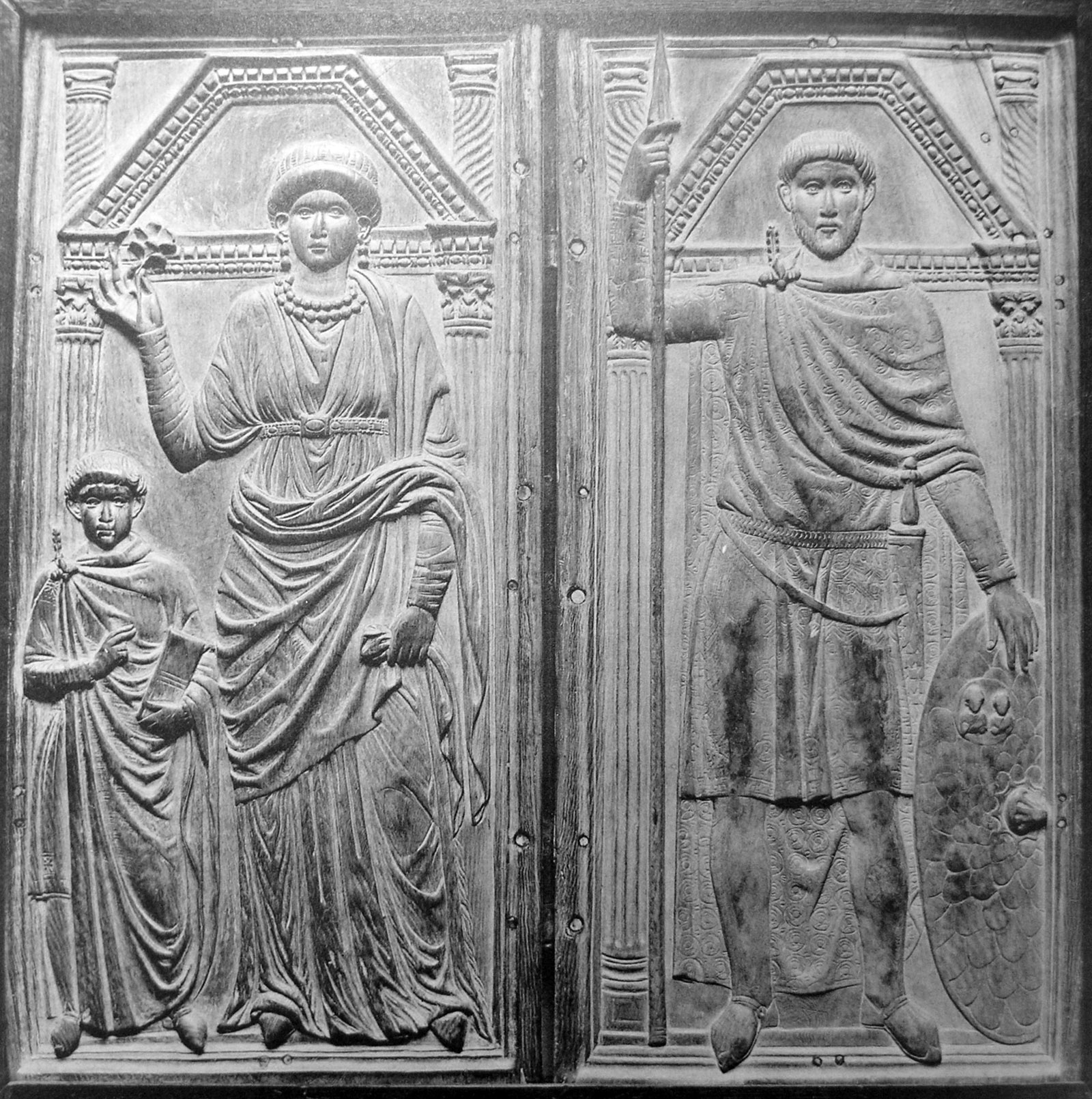
Flavius Stilicho.

Après la mort de Théodose en 395, le titre impérial reste dans sa famille jusqu'au milieu du Ve siècle, avec ses fils Arcadius en Orient et Honorius en Occident (jusqu'en 423). À Honorius succède son neveu Valentinien III, fils de Galla Placidia et du général romain Constance.
Mais dans l'Empire d'Occident, les véritables maîtres du pouvoir sont les commandants en chef, dotés des titres de magister militum et de patrice : ce sont successivement Stilicon (déjà présent sous Théodose), Constance, élevé au titre d'Auguste en 421, mais décédé peu après, puis Aetius.
Le règne d'Honorius est cependant marqué, à l’hiver 406-407, par le passage du Rhin par les peuples Suève, Alain, Vandales et des Burgondes en plus petit nombre, et, à partir de 408, par l'invasion de l'Italie par les Wisigoths d'Alaric, après l'assassinat de Stilicon cette même année. Les conséquences de ces événements sont l'abandon de la Bretagne par Rome en 407, la survenue de plusieurs tentatives d'usurpation en Gaule (Constantin III, Jovin), et, la prise et le pillage de Rome par Alaric en 410, ville d'ailleurs sans intérêt stratégique ni politique, puisque la résidence impériale est alors à Ravenne.
C’est Constance qui parvient à plus ou moins rétablir la situation en Occident : il refoule les Wisigoths vers la Gaule et les cantonne comme fédérés en Aquitaine, défait l’usurpateur Jovin, fixe les Burgondes sur les rives du Rhin, et, d’une façon générale, parvient à rétablir l'ordre en Gaule.
L’œuvre de Constance en Italie et en Gaule est poursuivie par Aetius, qui en revanche est obligé d'abandonner le contrôle de l'Afrique aux Vandales de Genséric. Aetius réussit, durant l’exercice de ses fonctions, à maîtriser les Burgondes de Gondicaire, les Wisigoths de Théodoric et les Francs saliens de Clodion, et surtout à écarter la menace hunnique en 451, en battant Attila. Cependant, il est assassiné en 454 par Valentinien III.

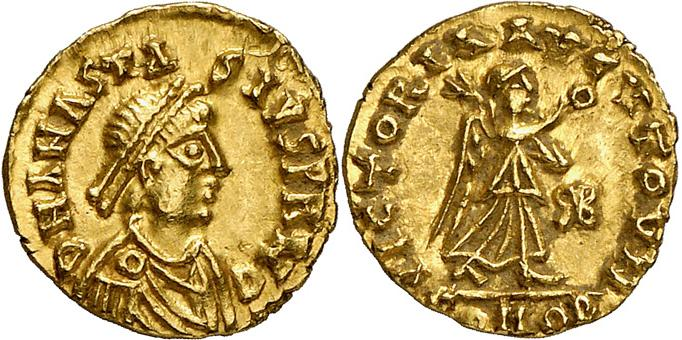
Triens au nom de l’empereur Anastase (491-518), au monogramme du roi des Burgondes Gondebaud.

#### Gouvernements de généraux barbares: Ricimer (456-472), Gondebaud (472-474), Oreste (475-476).
À la suite de la mort d’Aetius, les empereurs ne sont plus que les créatures du commandant en chef qui lui succède, Ricimer. La période du gouvernement de Ricimer est très favorable aux Burgondes, puisqu'il est le beau-frère du roi Gondioc. Ainsi, dans les années 460, Gondebaud, fils de Gondioc, est formé auprès de Ricimer et lui succède en 472.
Il ne parvient pas cependant à maintenir son pouvoir, face à l'empereur d'Orient Zénon, qui impose, en 474, Julius Nepos à la place du candidat de Gondebaud, Glycérius.
Julius Nepos est renversé en 475 par le nouveau commandant en chef, Oreste, qui place sur le trône son fils, Romulus Augustule.
Mais celui-ci chute à son tour à la suite de la sédition d'Odoacre, chef des Skires et général romain. Cependant, ce dernier décide de ne pas le remplacer par un nouvel empereur fantoche, mais de renvoyer à Zénon les insignes impériaux d’Occident.

### Royaume de Worms (411-436): Gondicaire

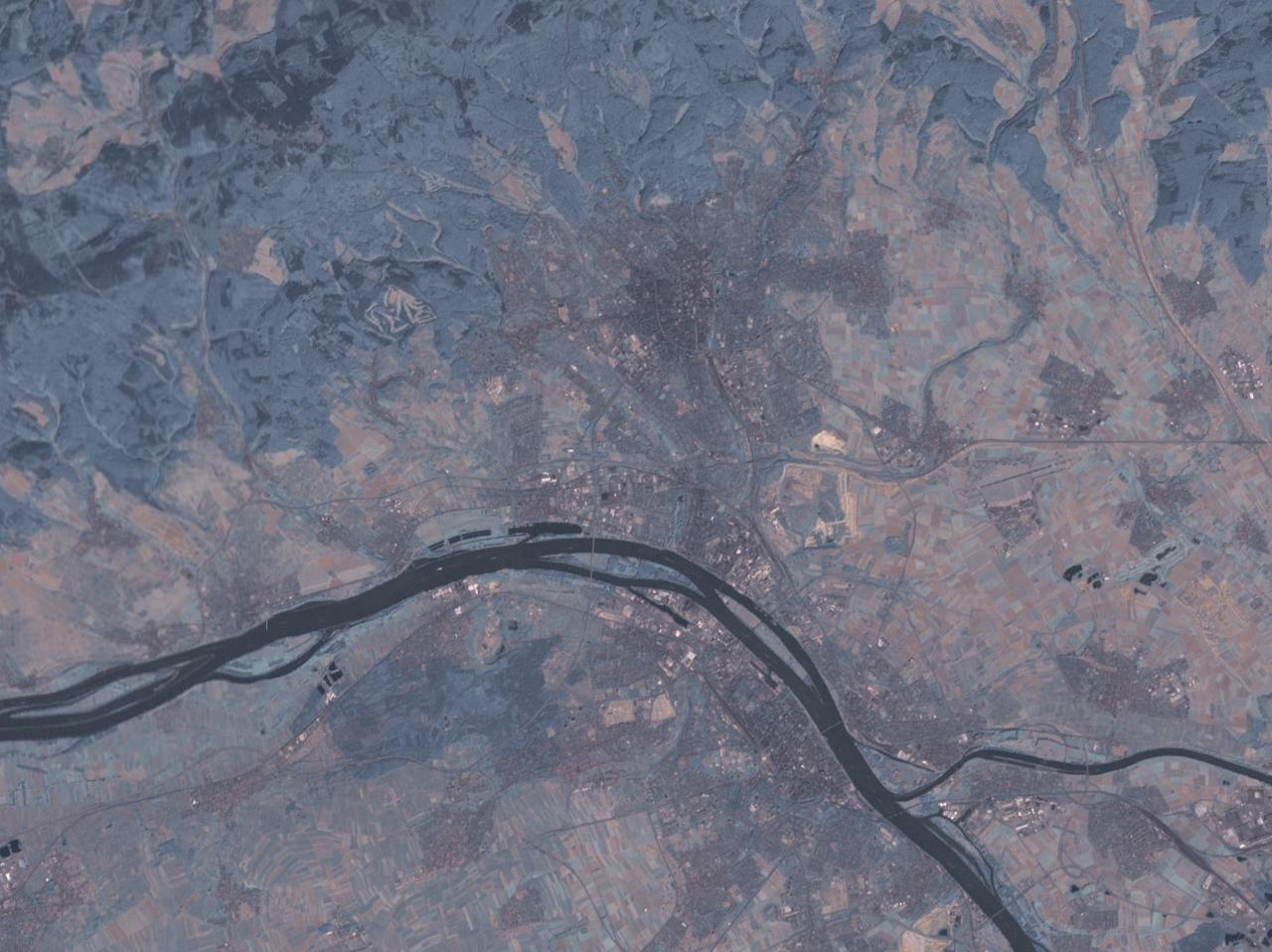
Le Rhin, à Mayence.

Au début de l'année 407 le monde barbare s'ébranle de toute part. De très nombreux Vandales, Suèves et Alains franchissent le Rhin gelé près de Mayence et déferlent sur les provinces romaines de Gaule, qui subit alors au raids, saccages et pillages. Les Burgondes qui, à cette époque, se trouvaient dans la vallée du Main et étaient peut-être déjà limitrophes du Rhin suivent ce mouvement. Mais, si les Vandales, Suèves et Alains traversent la Gaule et atteignent en 409 le territoire de la péninsule ibérique (les Vandales et Alains passeront ensuite en Afrique du Nord, en 429), les Burgondes, eux, ne s'éloignent pas de la zone du Rhin, en aval de Coblence et de Worms ; ils saccagent ainsi Mayence et Worms. D'après Katalin Escher, les Burgondes auraient occupé un territoire situé à proximité de Mayence, à la confluence du Main et du Rhin, sur la rive gauche du Rhin dans la province de Germanie supérieure (correspondant à l'actuel Rhénanie-Palatinat). Une branche du peuple alain, à la tête duquel était le roi Goar aurait fait de même.
Ils entretiennent alors des relations étroites avec les Romains et avec les Alains. Selon l'historien grec Olympiodore de Thèbes, Gondicaire, (Gundahar), chef des Burgondes, et Goar, chef des Alains, favorisent l'élection de l'usurpateur Jovin comme empereur en 411, dans une ville que l'on pense être Mayence, (Moguntiacum). Olympiodore de Thèbes, historien écrit cette phrase :

« À Mundiacum (Il s'agit probablement de Moguntiacum, Mayence, même si cette ville se trouve en Germanie Première), en Basse-Germanie, (Germanie Seconde), Jovinus, grâce aux intrigues de l'Alain Goar et de Gunthiarus, qui tenait l'emploi de phylarque des Burgondes, fut proclamé tyran. »

— Olympiodore, Fragmenta, 17
Burgondes, Alains, Alamans, Francs et de nombreux nobles gaulois fournissent des troupes à Jovin, et deviennent ainsi des auxiliaires romains et les chefs des officiers romains. « Après avoir fourni des troupes à Jovin, le roi burgonde aurait pu s'installer dans la ville de Vangiones (Worms) comme le haut officier de l'armée romaine qu'il était en réalité », explique Katalin Escher. Le roi burgonde, d'après Katalin Escher « avait des raisons de considérer que son armée était désormais fédérée, et que les territoires dans le coude du Rhin leur étaient attribués légalement ». Cependant, l’usurpation de Jovin prend fin lorsque lui et ses frères se font battre par l'armée officielle à Valence, en 413.

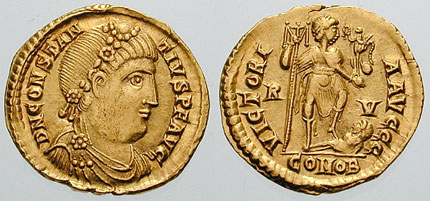
Constance III.

Le vainqueur de Jovin, Constance III entérine alors la situation des Burgondes. D'après les Chroniques de Cassiodore et de Prosper Tiro d'Aquitaine, « Les Burgondes ont reçu en concession en 413 une partie de la Gaule près du Rhin, (Burgondiones partem Gallia Rheno conjuctam tenere) ». L'année 413 est considérée par la majeure partie des historiens comme la date d'attribution d'un fœdus aux Burgondes et date officielle du début de leur séjour sur le Rhin. Ils doivent ainsi garder la frontière et bloquer l’accès de l’empire aux autres peuples germains, à la place des romains, avec lesquels ils entretiennent de bonnes relations. La tradition « transmise principalement par la littérature héroïque germanique a fait de Worms la capitale de ce royaume, mais les sources contemporaines n'établissent pas de lien entre cette ville et les Burgondes ». Le « royaume burgonde » n'en était pas moins constitué dans la vallée du Main depuis presque un demi-siècle et l'attribution d'un fœdus n'a pas provoqué un mouvement de migration massive. D'après Katalin Escher, il est vraisemblable que seule l'élite burgonde, constituant l'armée fédérée, s'installa dans le fœdus.
Les Burgondes, plus ou moins fédérés, avaient la jouissance de la partie de la Gaule près du Rhin et gardaient la portion de frontière le long du Rhin. L'historien ecclésiastique Socrate, (Ve siècle), témoigne que les Burgondes, restés à l'est du Rhin, les plus exposés, étaient constamment harcelés par les incursions des Huns. Dans les années 428/429, le roi des Burgondes sur les deux rives du Rhin, Gondicaire, réussit à les vaincre. Le chef des Huns, Octar, (Optar ou encore Oktar), oncle d'Attila perdit la vie dans cette campagne.
Dans le chapitre 30 du livre VII intitulé Les Bourguignons embrassent la Religion Chrétienne, Socrate le Scolastique relate en ces termes la victoire des Burgondes sur les Huns conduits par Oktar :

« […] Le roi des Huns, dont le nom était Optar (Oktar), ayant suffoqué une nuit pour avoir englouti trop de nourriture, Les Burgondes se précipitèrent subitement sur les Huns privés de chef, et ayant à quelques-uns attaqué un grand nombre, remportèrent la victoire. En effet, alors qu'ils n'étaient pas plus de trois mille hommes, ils massacrèrent environ dix mille Huns. […] »

— Socrate le Scolastique, Histoire de l'Église, livre VII, chapitre XXX.
C'est la création d'un État à l'intérieur de l'Empire roman, qui transforme la fonction d'hendinos. Les textes concernant cette époque ne parlent que d'un seul chef, désigné comme phylarchos par Olympiodore, comme rex par Prosper Tiro (436), qui est Gondicaire comme chef, successeur de Gibica.

#### Fin du royaume de Worms

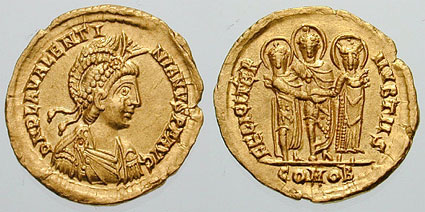
Solidus à l'effigie de Valentinien III
Revers : Théodose II, Licinia Eudoxia et Valentinien.

En 435, le roi Gondicaire veut élargir les frontières de ses domaines et attaque la province de Belgique première. Les Burgondes atteignent la région de Tullum Leucorum (Toul) et de Divodurum Mediomatricorum (Metz), mais ils sont alors arrêtés par le patrice Aetius, le « maître de la milice » et généralissime de Valentinien III appuyé par ses auxiliaires hunniques. Plusieurs sources, complémentaires mais aussi contradictoires, font état d'une nouvelle et terrible défaite survenue l'année suivante qui faillit les anéantir et au cours de laquelle toute l'élite burgonde et leur roi Gondicaire perdit la vie. L'opinion des historiens diverge dans l'attribution de ce quasi anéantissement. S'agissait-il d'un triomphe d'Aetius sur les Burgondes, le généralissime fut-il aidé par des auxiliaires hunniques ou au contraire s'agissait-il d'un conflit purement hunno-burgonde ? Quelques auteurs, dont Katalin Escher, admettent que la version de Prosper Tiro d'Aquitaine est la plus fiable et que l'anéantissement de l'armée burgonde en 436/437 résulte d'un fait d'armes qui opposa les Huns aux Burgondes ; fait d'armes qui s'insère dans une logique à la fois d'expansion et de vengeance des Huns après leur défaite de 428.
Prosper Tiro d'Aquitaine relate la défaite des Burgondes en ces termes :

« En ce temps-là, Aétius vainquit Gundicaire roi des Burgondes habitants en Gaule, et accorda la paix à ses supplications, mais celle-ci fut de courte durée puisque les Huns l'anéantirent avec son peuple »

— Prosper Tiro d'Aquitaine, Chroniques, 1322
La terrible défaite de 436/437 et la mort de Gondicaire a constitué une véritable rupture dans l'histoire des Burgondes. Elle eut pour conséquence la fin du royaume de Worms, dont le territoire revint sous le contrôle direct des Romains.
Cet épisode tragique de l'histoire burgonde est un des fondements de la légende des Nibelungen.

#### Conversion au christianisme
Dans les premiers temps de leur séjour sur le territoire romain, le christianisme se répand parmi les peuples barbares, Goths et Vandales, à la voix de l’évêque arien Wulfila, (ou Ulfila), dépêché aux Goths vers les années 340 et traducteur de la bible en langue gotique. Les sources apportent des témoignages contradictoires à la forme de christianisme - nicéen ou arien - adoptée par les Burgondes lorsqu'ils ont délaissé le paganisme et soulèvent une controverse parmi les historiens.
Socrate le Scolastique parle de la conversion des Burgondes au christianisme nicéen :

« Comment, sous le principat de Théodose le Jeune, les Burgondes ont embrassé la religion chrétienne. Il y a une nation barbare, résidant outre-Rhin, ceux qui sont appelés Burgondes. […] Les Huns, qui faisaient souvent irruption sur leurs territoires, dévastaient leur contrée et tuaient beaucoup des leurs. Et ainsi les Burgondes, réduits à l'impuissance, n'implorèrent l'aide de nul être humain, mais résolurent de s'en remettre à quelque dieu. Et comme ils avaient remarqué que le Dieu des Romains prêtait une assistance très sûre à ceux qui révèrent sa puissance, tous se confièrent à la foi du Christ. Se rendant aussitôt dans quelque cité de la Gaule, ils demandent à l'évêque de recevoir le baptême chrétien. Celui-ci, quand il les eut fait jeûner sept jours et les eut instruits des rudiments de la foi, les renvoya enfin baptisés le huitième jour. […] Depuis ce temps, la nation des Burgondes a professé avec le plus grand zèle la religion chrétienne. […] »

— Socrate le Scolastique, Histoire de l'Église, livre VII, chapitre XXX.

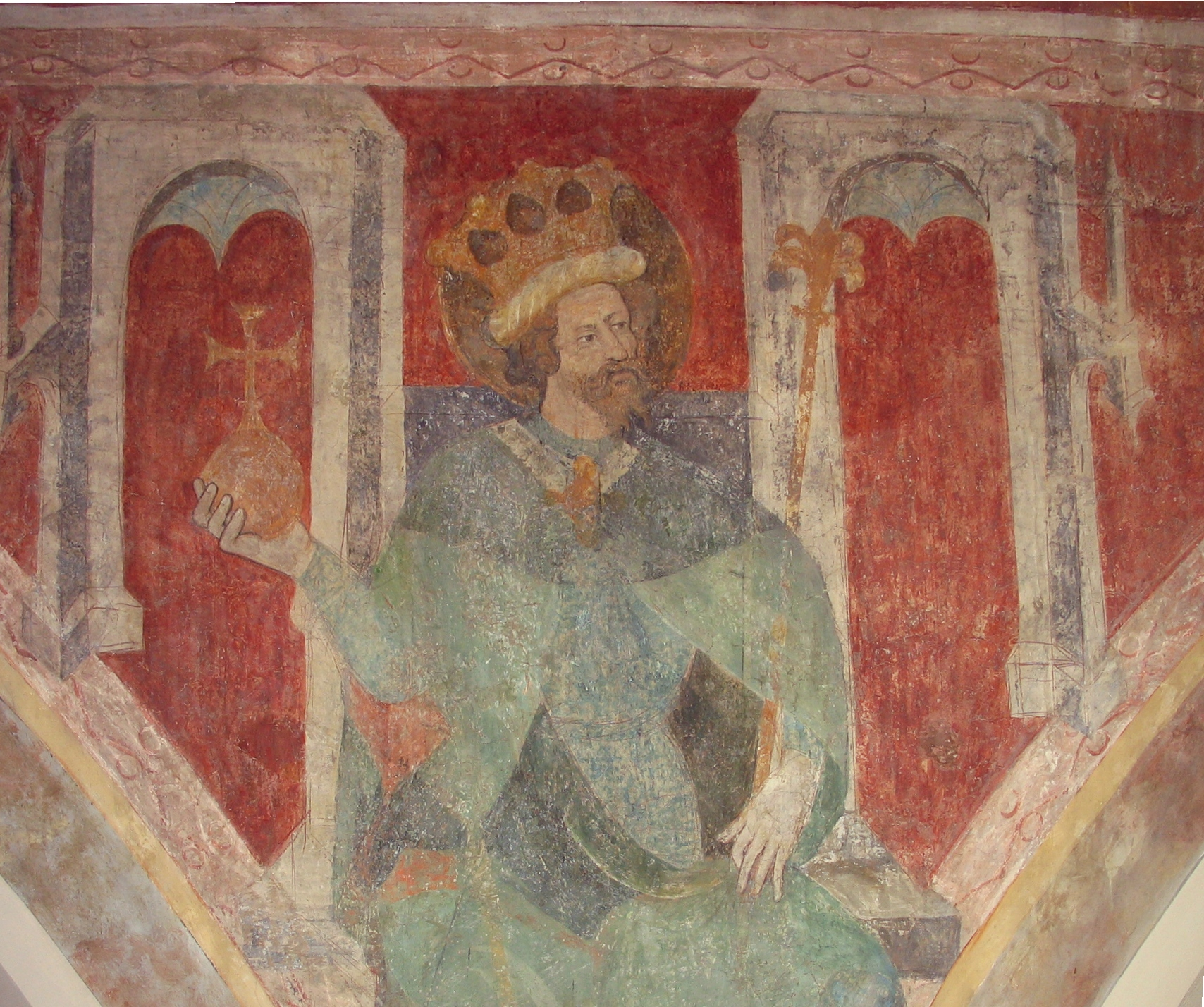
Sigismond, fresque sur le mur nord de la nef de l'église de la Trinité de Constance, peinte entre 1417 et 1437.

Orose parle de la conversion des Burgondes :

« […] bien que, par la providence de Dieu, tous étant depuis peu devenus chrétiens dans la foi catholique et ayant accueilli les membres de notre clergé pour se soumettre à eux, ils vivent avec douceur, avec tranquillité et sans faire le mal, regardant les Gaulois non comme des sujets, mais vraiment comme des frères chrétiens »

— Orose, Histoire, 32
Plus tard, alors que les Burgondes occupent la vallée de la Saône et du Rhône, Avit de Vienne et Grégoire de Tours indiquent que l'arianisme est bien implanté chez les Burgondes. Katalin Escher indique que l'explication qui semble la plus rationnelle est de considérer que les Burgondes se sont convertis du paganisme au christianisme nicéen dans le royaume rhénan et qu'un arianisme est apparu dans le royaume rhodanien.
Selon Jean Étévenaux, l'arrivée des Burgondes se fait de façon pacifique dans les vallées du Rhône et de la Saône : Qui sont ces Burgonges dont le nom donnera naissance à l'une des régions les plus représentatives de la France, la Bourgogne ? S'ils font partie des peuples germaniques dont les invasions marquent le déclin de l'Empire romain, ils arrivent en fait de Scandinavie. Ce sont des gens curieux que ces Burgondes. Peu belliqueux, ils montrent une grande tolérance. Non seulement ils respectent les formes romaines, mais ils ne persécutent pas la religion qui n'est pas la leur. Le phénomène est d'autant plus notable que, convertis à l'arianisme, ils s'opposent forcément au christianisme orthodoxe. Or, on les voit entretenir les meilleures relations avec l'épiscopat catholique et ne pas chercher à convertir par la force leurs nouveaux sujets.
Les Burgondes demeureront adeptes du christianisme arien jusqu'au règne de Sigismond au début du VIe siècle.
La conversion des Burgondes au christianisme fait disparaître le pouvoir du siniste.

## Royaume rhodanien des Burgondes

### NouveaufoedusenSapaudia
L'auteur anonyme de la chronique historique dite Chronica Gallica de 452, a noté d'une façon brève et laconique l'événement suivant pour la vingtième année du règne de Théodose en Occident (année 443) :

« Sapaudia Burgundionum reliquiis datur cum indigenis dividenda ce qui est traduit par : La Sapaudia est donnée à ce qui reste des Burgondes pour être partagée avec les indigènes »

— Chronica Gallica ad 452, éd. Th. Mommsen, dans les Monumenta Germaniae historica, Auctorum antiquissimorum, t. IX, p. 660.
Le nom de Sapaudia survit dans celui de la Savoie, mais sa localisation est différente. Les recherches récentes définissent l'aire de cette ancienne entité administrative qui apparaît dans quelques sources anciennes comme étant comprise entre l'Ain, le Rhône, le Léman, le Jura et l'Aar (partie méridionale de la Maxima Sequanorum), voire un territoire s'étendant dans le bassin de l'Aar jusqu'au Rhin, correspondant aux cités gallo-romaines de Genava, Noviodunum, Lousonna et Aventicum,.
Après avoir perdu sa dynastie royale, son encadrement et son armée lors de la sanglante défaite de 436-437, une partie des Burgondes de l'est du Rhin dut se soumettre aux Huns dont ils devinrent un peuple auxiliaire. Peu après la bataille de 436/437 une autre partie des survivants, restés des alliés des Romains et toujours sous le statut du fœdus, même s'il était devenu caduc faute de combattants, dut s'enfuir et se réfugier dans l'Empire avec l'autorisation d'Aetius. Les sources étant muettes sur la stratégie de défense du Bas-Empire, les historiens émettent plusieurs hypothèses : soit Aetius les aurait transférés en Sapaudia en 443 pour qu'ils assurent la défense frontalière contre les Alamans, soit il les aurait déplacés pour les protéger de la menace franque après la prise de Trèves et de Cologne en leur demandant, sur leur nouveau territoire, de prévenir toute attaque wisigothique. L'interprétation émise par Katalin Escher est de dire que les Burgondes sont arrivés avec l'autorisation d'Aetius en Maxima Sequanorum (Grande Séquanie), dans la partie méridionale de la Sapaudia, au bord du Léman, sur le territoire agrandi de Genève, à une date qui doit être des années 438/439. L'attribution de l'ensemble de la Sapaudia, en tant que foedus, à statut militaire, intervint six à sept ans plus tard, en 443, quand régénérés, ils furent à nouveau capables de fournir une armée, avec mission de défendre cette portion de frontière de la Gaule. Ainsi placés sur le verrou stratégique que constitue l'axe Rhin-Rhône, les Burgondes protégeaient l'Empire des attaques des Alamans qui, par le passé, avaient déjà pillé la vallée du Rhône, les cités de Lyon, Vienne et Arles, couloirs essentiels de circulation des Gaules vers Rome.
Les sources anciennes qui donnent le nombre de Burgondes installés en Sapaudia sont suspectées d'exagération. Les spécialistes s'accordent pour dire que la population burgonde représentait quelques dizaines de milliers de personnes. J. Favrod donne environ 25 000 Burgondes et Katalin Escher indique entre 25 000 et 50 000 pour les estimations les plus optimistes.
Les Chroniques donnent cette indication :

« la Sapaudia est donnée aux restes des Burgondes pour être partagée avec les indigènes »

— Chronica Gallica, a. 452, 158

« … qu'ils occupèrent une partie de la Gaule et partagèrent les terres avec les sénateurs »

— Marius, Chronique, a. 456
Des études ADN corroboreraient la présence relativement importante des burgondes en France : en effet l'analyse statistique de présence dans la population de l'Haplogroupe R1a (Y-ADN), indique un taux significativement élevé de cet haplotype dans la région Rhône-Alpes, un territoire où les Burgondes se sont implantés. Une carte indique graphiquement cette répartition. Leur impact sur la population actuelle serait donc non négligeable et correspond à leur territoire d'origine.
Les modalités du partage qui se fondent sur le nom de la pratique romaine de l'« hospitalité » se trouvent dans la loi gombette : deux tiers des terres et un tiers des esclaves sont alloués aux Burgondes. Cette interprétation n'emporte pas l'adhésion des historiens. J. Favrod ajoute : « Un tel partage heurte le sens commun », et encore « Il est inimaginable que de telles confiscations n'aient donné lieu à des révoltes ou à des soulèvements ». L'interprétation la plus répandue, celle qui emporte l'adhésion, écrit toujours J. Favrod, est donnée par l'historien Walter Goffart en 1980. Ce partage se rapporterait à un contexte fiscal. La distribution des impôts fonciers et de la capitation (impôts sur les esclaves), était répartie en trois parts : un tiers à la cité, un tiers à l'armée et un tiers à l'État. Pour leur installation les Burgondes auraient reçu le tiers des impôts réservés à l'armée et le tiers réservé à l'État. Toujours selon J. Favrod, lorsque les auteurs anciens parlent d'un partage des terres et des esclaves, il s'agit d'un raccourci, d'une métonymie, dit-il. Il faut comprendre un partage des impôts sur les terres et les esclaves. K. Escher d'ajouter : « L'attribution de l'impôt serait une explication habile. On est tout de même frappé par l'insistance avec laquelle les sources parlent de « terres », de « terres cultivables », de « forêts », d' « essarts » et d' « esclaves » partagés ou indûment saisis ».
Les Burgondes avec au sommet de leur hiérarchie les deux frères Gondioc et Chilpéric l'ancien (ou Hilpéric), rois tous les deux, installés dans la capitale régionale de Genève occupèrent, en partage avec les indigènes qui continuaient à relever de l'Empire, le territoire autour de Genève, petite fraction de la Sapaudia, avec le statut de peuple fédéré ayant devoir de fidélité à l'Empire et mission de défendre le territoire concédé. [phrase bancale]

### Règnes de Gondioc et de ChilpéricIer

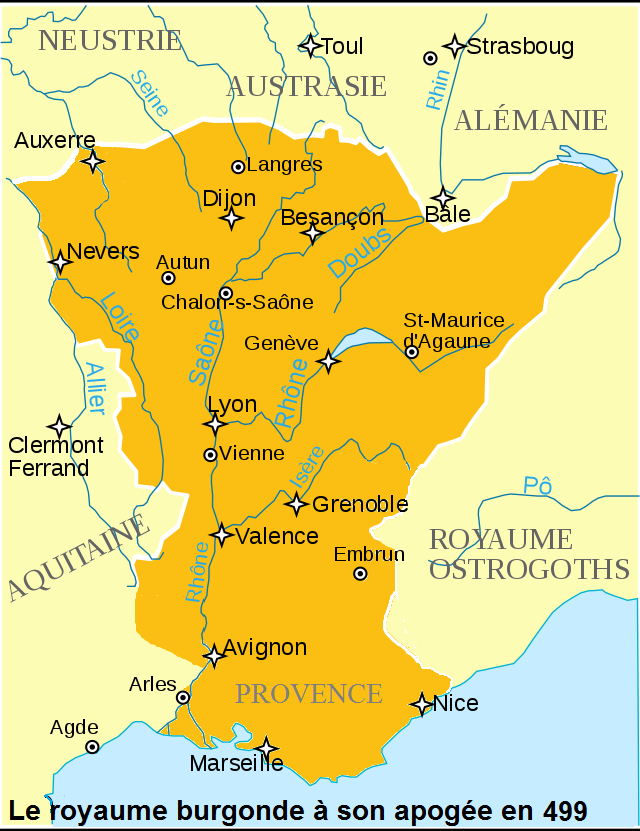
Le royaume burgonde à son apogée entre 485 et 499.

Installés sur les rives du Léman en tant que fédérés sur le petit territoire concédé par les Romains en Sapaudia, les rois burgondes, bien que privés d'autorité sur les Romains, vont réussir la fusion des populations indigènes qui les avait accueillis et des immigrés burgondes. Grâce à une habile politique opportuniste d'expansion, ils vont créer une solide entité géographique et culturelle. De cette fusion réussie de deux ethnies différentes naquit un nouveau peuple doté d'une même et forte identité. Malgré son éphémère durée, le royaume construit par les rois des Burgondes aura permis l'éveil pour ses habitants du sentiment d'une appartenance commune et laissa une trace indélébile dans l'histoire. Même après sa chute, alors qu'elle est incorporée à la monarchie mérovingienne, la Burgondie, nation gallo-burgonde, et son particularisme burgonde, continuèrent de s'affirmer comme l'une des régions de la Gaule jusqu'au VIIIe siècle.
La création de ce royaume fut l'œuvre de Gondioc et de son frère cadet Chilpéric l'Ancien, (ou Hilpéric selon certains auteurs). Deux rois que cite une source de 456. Les deux rois tinrent les rênes du pouvoir burgonde jusqu'au début des années 460 pour l'aîné et jusqu'à la fin des années 470 pour le cadet. Ils surent tirer profit d'un contexte particulièrement favorable. L'Empire d'Occident amorçait alors sa lente désintégration. Aetius venait d'être assassiné par l'empereur Valentinien III qui lui-même, quelques mois plus tard, en 455, perdit la vie en représailles sous les coups de deux compagnons d'Aetius. La disparition du dernier représentant de la dynastie théodosienne ouvrait la voie à toutes les ambitions. Pas un seul des empereurs lui succédant ne put acquérir une légitimité suffisante pour assurer l'autorité de l'État. La faiblesse de l'Empire facilita les entreprises des Burgondes et Gondioc allait pouvoir compter sur l'alliance familiale solide qu'il avait contractée en épousant la sœur du patrice Ricimer pour agrandir son territoire. Ricimer, fils d'un père suève de sang royal et d'une mère elle-même fille du roi wisigoth Wallia, tenait le Sénat et l'armée. Il allait jouer un rôle considérable pendant seize années dans le gouvernement de l'Empire, faisant et défaisant les empereurs. La conquête pacifique entreprise par les rois burgondes allait se trouver facilitée par une conjuration des nobles gallo-romains. Lassés de cette succession d'empereurs d'un jour sur le trône d'Occident et des maux qu'engendrait dans les provinces cette situation, ils formèrent un parti qui semble avoir visé l'indépendance. Leur conjuration Marcellienne, en ouvrant aux Burgondes les portes de leurs cités, lui facilitèrent aussi la tâche dans l'annexion de nouveaux territoires.

#### Burgondes aux Champs catalauniques

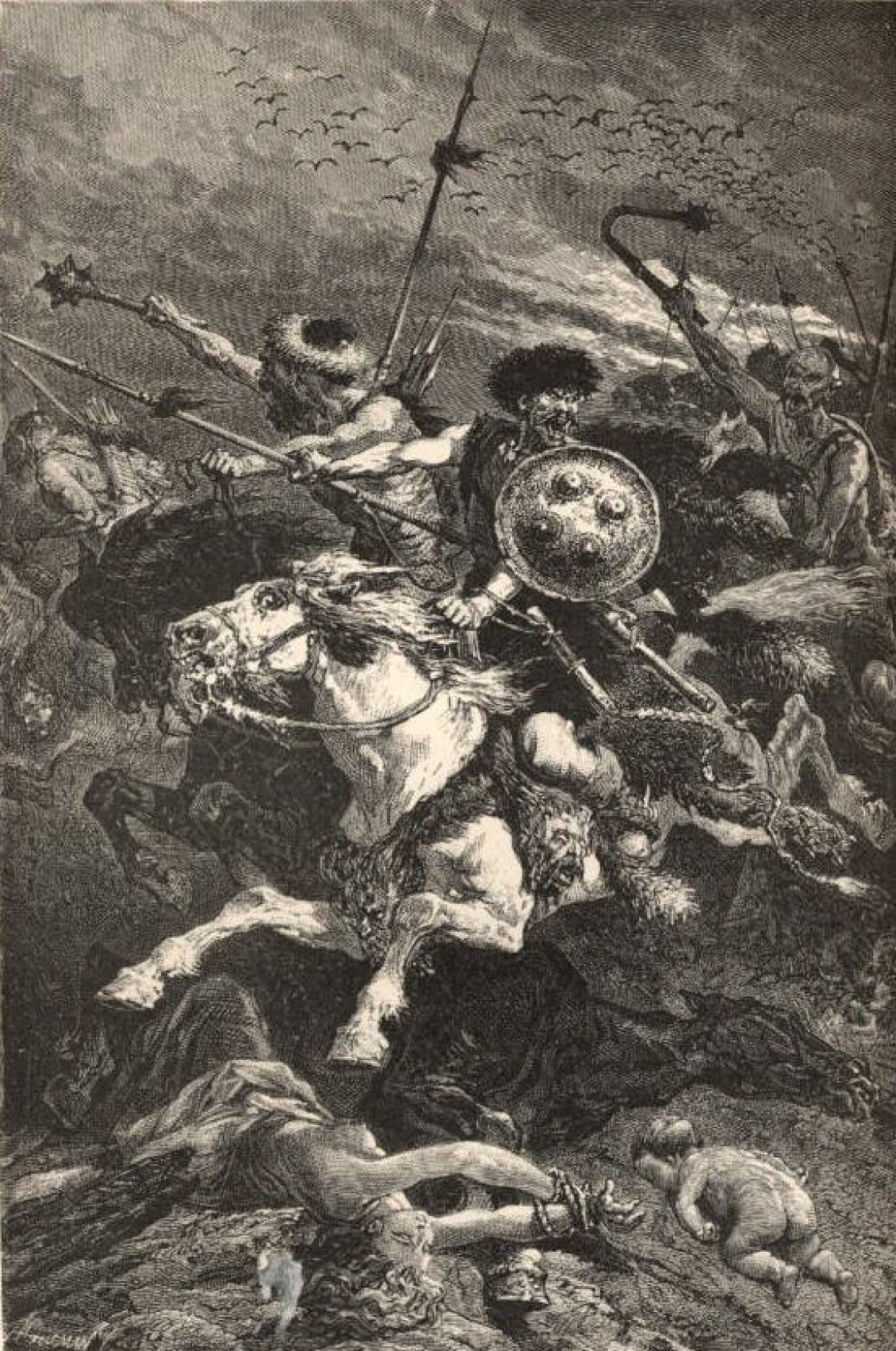
Les Huns à la bataille de Chalons
par Alphonse de Neuville (1836–85).

Huit ans après leur arrivée en Sapaudia, dans le nouveau foedus, en 451, les Burgondes comme tous les autres peuples fédérés, Francs saliens, Francs ripuaires, Alains, Sarmates, Saxons, et les Wisigoths de Théodoric Ier, furent convoqués par Aetius pour arrêter Attila dans sa marche dévastatrice à travers la Gaule. L'arrivée d'Aetius devant Orléans au moment où la ville allait ouvrir ses portes contraignit Attila à faire retraite. Les armées fédérées jointes à l'armée romaine livrèrent une bataille féroce à l'armée d'Attila dans la plaine à l'ouest de la ville des Tricasses (aujourd'hui Troyes) sur le champ de Mauriacum (Les champs catalauniques). Le roi des Wisigoths Théodoric Ier trouva la mort au cours du combat et son fils Thorismond préféra quitter le champ de bataille et repartir dans sa patrie. Aetius privé de l'aide des Wisigoths choisit de ne pas achever sa victoire et Attila et son armée malmenée par les combats purent prendre tranquillement le chemin de la retraite. Les Burgondes, dont les textes anciens ne nous indiquent pas le nom des chefs qui les emmenaient au combat, durent subir de lourdes pertes, au point de compromettre les procès en cours par absences des plaignants morts au combat et de nécessiter la promulgation, sans doute par le roi Gondioc, de mesures que l'on retrouve dans la loi Gombette pour régler les problèmes liés à ces absences. Cette loi prescrit les mesures suivantes :

« Des autres procès et de l'extinction des accusations. Tous les procès sans exception qui ont eu lieu entre Burgondes et qui n'étaient pas terminés le jour de la bataille de Mauriacum, sont annulés. Si quelqu'un a clairement reconnu son esclave ou sa servante, qu'il le reprenne. Pour un homme libre tué auparavant, on ne paiera que 20 sous et aucune réclamation ne sera admise. »

— Loi Gombette, Titre XVII, articles 1-3

#### Burgondes et Gépides
L'histoire fait réapparaître les Burgondes en 455 lors d'une action contre ou avec (?) les Gépides. La chronique qui nous rapporte le fait n'est pas très claire et Katalin Escher donne deux hypothèses : La chronique pourrait se référer aux Burgondes de Sapaudia qui furent repoussés par les Gépides ou aux Burgondes et Gépides restés dans la vallée du Main qui se seraient associés mais qui furent repoussés. Dans les deux cas, il s'agit d'une tentative d'expansion manquée. J. Favrod est plus catégorique, il s'agit d'une tentative des Burgondes de sortir de Sapaudia, tentative contrée par un corps de mercenaires gépides de l'ancienne armée régulière d'Aetius.

#### Un contingent burgonde en Espagne
Gondioc était allié au roi wisigoth Théodoric II. En 456 et 457, les Suèves d'Espagne révoltés, menaçaient les provinces romaines. Encouragé par les autorités romaines, Théodoric entra en campagne avec l'aide des Burgondes. Après une bonne année de lutte et quelques massacres ils infligèrent une sévère défaite aux Suèves à Astorga. Rechiaire, roi des Suèves, beau-frère de Théodoric fut capturé. Théodoric le fit mourir après quelques mois de captivité. K. Escher souligne que les sources n'indiquent pas que les deux rois burgondes, ou au moins l'un d'eux ait pris personnellement la tête des détachements.

### Deux peuples, deux rois pour un royaume
Les Burgondes sont dirigés par les deux fils de Gondicaire, Gondioc et Chilpéric, qualifiés tous deux de roi. Gondioc a sa cour à Lugdunum (Lyon) et Chilpéric Ier à Genava (Genève). « Les Burgondes avaient adopté un système successoral nommé par les modernes « tanistry » » : les fils règnent ensemble et le pouvoir ne passe à un membre de la génération des petits-fils qu'après la mort du dernier fils.
Pour prix de sa fidélité, Gondioc est récompensé par Ricimer qui l'élève, sous l'empereur Libius Severus, au rang de « maître de la milice des Gaules » (Magister militum Galliarum). Par son titre de Magister militum Gondioc disposait des forces romaines en Gaule.
Gondebaud, un des quatre fils de Gondioc, séjourne à la cour impériale à la fin des années 460 et au début des années 470. Avant de mourir en septembre 472, Ricimer obtient pour lui de l’empereur Olybrius la dignité de patrice. Investi de ce titre, Gondebaud porta Glycérius sur le trône de l'Empire d'Occident (3 mars 473).
Revêtus des hautes dignités romaines qui leur donnent le seul titre de légitimité auquel ils pouvaient prétendre sur leurs sujets romains, les rois burgondes disposent des pouvoirs civil et militaire d'origine romaine dans le quart sud-est de la Gaule.
Gondioc meurt après 463.
La mort de Gondioc permet à son frère cadet Chilpéric (Chilpéric l'Ancien) d’exercer seul le pouvoir. Comme Gondioc, il a reçu le titre de « maître de la milice des Gaules » qui lui donne une légitimité aux yeux des Gallo-Romains. Il s'installe à Lyon. Profitant de la faiblesse de l'Empire, il pousse les frontières du royaume en direction de la Méditerranée, mais en 476, face au roi Wisigoth Euric, il ne réussit pas à s'emparer des villes d'Arles et de Marseille. Conscient de la faiblesse numérique des Burgondes, il veille, comme l'avait fait son frère aîné, à maintenir une bonne harmonie entre ses sujets burgondes et ses sujets gallo-romains, préparant la voie d'une future fusion entre les deux communautés.
Chilpéric Ier meurt probablement vers 476

### De laSapaudiaà la Burgondie
Les Burgondes maintenant régénérés se sentaient à l'étroit sur le territoire concédé par Aetius en Sapaudia. C'était l'époque où l'Empire vacillait. Aétius, « la seule épée qui put sauver l'Occident » était tombé sous les coups de Valentinien III en 454 et, un an plus tard, le meurtrier tombait à son tour sous le poignard de deux compagnons d'Aetius. Le successeur de Valentinien, Pétrone Maxime sénateur consulaire et patrice, peut-être aussi commanditaire du meurtre de Valentinien, après un règne de quatre à six mois mourait le 31 mai 455, lynché par la population lors de la mise à sac de Rome par Genséric. Les sénateurs gaulois pensèrent que l'occasion était favorable de prendre leur autonomie. Une conjuration vit le jour en Gaule pour faire un empereur. Avitus, un des leurs, avait été nommé par Pétrone Maxime au commandement des forces en Gaule. L'appui du roi wisigoth Théodoric auprès duquel il était en ambassade fit accepter le diadème à Avitus. Son accession au pouvoir n'était pas du goût de Ricimer et de Majorien qui lui infligèrent une défaite à (Placentia), Plaisance, le déposèrent et, le nommèrent évêque de cette ville. Ricimer, beau-frère de Gondioc, qui faisait et défaisait les empereurs à son gré, mais qui, comme barbare ne s'assit jamais sur le trône, remplaça Avitus par Majorien. L'accession au pouvoir de Majorien ne faisait pas l'affaire de l'aristocratie gauloise qu'ils considéraient comme un usurpateur. Ils tramèrent une conjuration « pour élever au trône un certain Marcellinus ». Les négociations entreprises par Gondioc avec la noblesse sénatoriale représentante de plusieurs cités, ainsi qu'avec Théodoric qu'il fallait rassurer, trouvèrent un écho favorable et leurs conclusions en 457. Cette année-là, on vit entrer en Gaule les Burgondes avec femmes et enfants. Comme l'indique Marius d'Avenches : Ils partagèrent les terres avec les sénateurs gaulois. L'événement apparaît dans diverses sources. Une Chronique consulaire italienne, Consularia Italica, l'Auctarium Prosperi, l'événement et ainsi rapporté pour l'année 457 : 

« Après la mort de (Rechiaire), Gondioc, roi des Burgondes, s'étant acquis l'alliance et l'amitié des Goths, entra en Gaule accompagné de son peuple et de toute son armée pour y habiter avec l'accord de Théodoric et des Goths »

— Consularia Italica, Auctarium Prosperi, 528, année 457. Cité par Katalin Escher, p. 80.

Et Marius d'Avenches écrit : 

« Consuls : Jean et Varanès. Sous ces consuls, l'empereur Avitus fut renversé par Marjorien et Ricimer à Plaisance et on le fit évêque dans cette cité. Cette année, les Burgondes occupèrent une partie de la Gaule et partagèrent les terres avec les sénateurs gaulois »

— Marius, Chronica, a. 456. Cité par Katalin Escher, p. 79.

et Frédégaire : 

« […], les Burgondes furent invités par les Romains ou les Gaulois qui habitaient la Lyonnaise à s'établir parmi eux avec femmes et enfants, pour leur permettre de ne plus pays le tribut à l'Empire »

— Frédégaire, Chroniques, II, 46.
La plus grande extension du territoire burgonde se place dans le contexte de la conjuration de la noblesse sénatoriale gauloise qui cherchait à se soustraire à l'autorité faiblissante de l'Empire. En été 457, à la suite de négociations entre les nobles gaulois et les rois burgondes Gondioc et Chilpéric Ier, et avec la bénédiction des Wisigoths, écrit J. Favrod, les cités de Besançon, Chalon-sur-Saône, Langres, Autun, Grenoble et Lyon, le Valais, la Tarantaise ouvrent leurs portes aux Burgondes. Par leur ampleur et de leur simultanéité ces annexions ne pouvaient être que le résultat d'un plan concerté. Ces annexions, explique-t-il, « librement consenties visaient à créer un écran entre les deux forces qui s'opposaient à l'indépendance de la Gaule » et ajoute-t-il « l'antagonisme entre la Gaule et l'Italie va pousser les Burgondes à se tailler un domaine intermédiaire entre les deux puissances » ; À l'est, l'empereur Majorien tenait la péninsule et, à l'ouest, Ægidius son généralissime, en amitié avec les Francs saliens de Childéric Ier, maître de l'enclave gallo-romaine entre la Loire et la Somme défendait encore l'Empire. Les plans des conjurés furent déjoués par Ægidius qui se jeta sur Lyon tenue par les Burgondes et qu'il remit dans l'obéissance à Majorien. L'empereur magnanime, « dut proposer aux Burgondes l'amnistie de leur collusion avec les sénateurs gaulois » et même, ajoute K. Escher « la confirmation de l'extension des limites des territoires ». Majorien avait besoin des renforts burgondes pour la campagne qu'il entreprenait contre les Vandales.
La façon dont ensuite se déroula l'annexion des territoires jusqu'à Avignon demeure inconnue. J. Favrod mentionne une deuxième vague d'expansion qui eut lieu dans des circonstances qui restent obscures et qu'il place entre les années 469 et 475 alors que la guerre divisait Romains, Burgondes et Wisigoths. Ce serait pendant cette période trouble que les cités de d'Avignon, Valence, Die, Viviers, Gap, Embrun, Saint-Paul-Trois-Châteaux, Vaison, Orange, Sisteron, Apt et Cavaillon devinrent burgondes.
K. Escher, partage aussi l'idée que « le royaume atteignit probablement sa taille presque définitive dès ce premier élargissement en 456/457 », et ajoute-t-elle éventuellement lors des tractations au siège de Lyon en 458 où on pense que la garnison burgonde tenait la place. Elle précise par ailleurs qu'il n'est pas possible de connaître l'étendue exacte des territoires soumis, mais que les sources, par les événements successifs qu'elles relatent, permettent seulement de confirmer qu'à la date de l'événement évoqué, le territoire concerné est bien sous influence burgonde. Elle apporte cette précision que « les territoires légaux » des Burgondes comprenaient après le siège de Lyon, la Grande Séquanie, la moitié sud de la Lyonnaise première et un morceau de la Viennoise. Elle indique qu'en 463, les Burgondes sont au nord de Die et de Vienne mais que ni Die, ni Vienne ne sont atteintes. Elle place, dans cette décennie, une deuxième vague d'expansion entre les années 463 et 467. De même, elle rejoint J. Favrod lorsqu'elle précise que des expansions qui eurent lieu dans la décennie suivante, dans des circonstances inconnues, ont ajouté la plus grande partie de la Viennoise, de la Lyonnaise Seconde adjacente, et probablement des Alpes grées. Le sort de Divio, (Dijon) apparaît tardivement dans les sources sous la plume de Grégoire de Tours en 479/480, lorsqu'il raconte l'épisode de la fuite d'Aprunculus, (Aproncule) l'évêque de Lingonica (Langres) qui résidait à Dijon alors qu'il était suspecté par les Burgondes d'être favorable aux Francs. Il dut s'enfuir la nuit par-dessus la muraille du castrum pour se mettre en sureté et se réfugia en Auvergne. Toujours sous la plume de Grégoire de Tours et reprit par plusieurs auteurs, la province de Marseille aurait fait partie, pendant un moment, du territoire de Gondebaud. J. Favrod écrit simplement « Cependant, Euric ne le laissa pas s'emparer des deux plus grands ports du pays, Arles et Marseille ». L'annexion de Nevers en 500 fut le dernier agrandissement du royaume burgonde.
Au moment de sa plus grande extension, le royaume burgonde comprend vingt-cinq cités qui forment son territoire définitif : Auxerre, Langres, Besançon, Chalon-sur-Saône, Autun, Lyon, Genève, Windisch, Martigny en Valais, (Octodurum), Vienne, Valence, Carpentras, Orange, Avignon, Cavaillon, Vaison, Gap, Embrun, Sisteron, Grenoble, Aoste, Die, Viviers, Saint-Paul-Trois-Châteaux, Apt.
Le nom de Burgundia apparaît dans une lettre de Cassiodore rédigée en 507 au nom de Théodoric le Grand, peut-être pour désigner le royaume des Burgondes. Mais Reinhold Kaiser, pense que Burgundia ne désigne ici que les Burgondes ; le sens territorial n'apparaît que dans Marius d'Avenches, à propos de la conquête du royaume par les Mérovingiens en 534, puis dans Grégoire de Tours.

### Fils de Gondioc

#### Fin de l'Empire d'Occident (476)
La fin de l'Empire d'Occident introduit un certain nombre de changements.
Les droits de l'Empire d'Occident sont transférés à l'Empire d'Orient, mais de façon assez formelle : c'est de facto la fin du statut de fédéré, déjà théorique depuis un certain temps. Il arrive cependant que l'empereur d'Orient confère des titres romains aux rois germaniques. Dans les années 530, Justinien lancera une tentative de reconquête de l'Occident, mais le royaume burgonde aura déjà perdu son indépendance.
Un changement plus important est l'effondrement de l'armature administrative romaine au-dessus du niveau des cités, devenues sièges épiscopaux. Le dernier préfet du prétoire des Gaules, nommé en 475, maintient la fonction seulement jusqu'en 477. Cela entraîne un élargissement du rôle des rois fédérés, désormais responsables non seulement de leurs guerriers "barbares", mais aussi des citoyens romains (tous les hommes libres de l'Empire depuis l'édit de Caracalla en 212) qui vivent dans leur ressort territorial, ainsi que de leurs familles. Ils ont désormais la disposition des bâtiments administratifs romains : en ce qui concerne les Burgondes, ceux de Lyon, capitale des Trois Gaules, et de Vienne, capitale de la province de Viennoise première.
Le principal changement est d'ordre géopolitique : les peuples fédérés ne sont plus confrontés seulement aux envahisseurs potentiels de l'Empire, mais aux autres fédérés d'Occident, sans pouvoir compter sur la protection d'une instance supérieure. En 476, les Burgondes ont pour voisins, outre les Alamans, le royaume d'Odoacre en Italie (conquis par les Ostrogoths de Théodoric le Grand vers 490), les Wisigoths d'Euric en Aquitaine (capitale : Toulouse), et un reliquat romain entre la Loire, la Somme et la Germanie, le royaume de Syagrius (capitale : Soissons). Au nord de la Gaule, se trouvent les Francs, alors répartis en deux groupes : les Francs Rhénans (capitale : Cologne) et les Francs saliens, répartis entre plusieurs chefferies, notamment les « royaumes » de Tournai (Childéric) et de Cambrai.
En 481, le fils de Childéric, Clovis, devient roi de Tournai. En 486, il s'empare du royaume de Syagrius, devenant à son tour voisin des Burgondes. Il unifie ensuite l'ensemble des Francs sous sa direction.

#### Succession de ChilpéricIer
Chilpéric Ier disparaît dans les années 476-480, apparemment sans descendance. La succession a lieu entre ses neveux, les fils de Gondioc, mais le détail est mal connu et a donné lieu à une certaine affabulation.
Grégoire de Tours nous fait connaître que Gondioc avait quatre fils : « Gondioc avait été roi des Burgondes : il appartenait à la famille d'Athanaric, le roi persécuteur de qui nous avons parlé ci-dessus. Il avait eu quatre fils : Gondebaud, Godégisèle, Chilpéric et Godomar ».
Selon une version traditionnelle, les quatre fils de Gondioc auraient succédé à leur oncle Chilpéric (l'Ancien), et par la suite, Chilpéric le Jeune et Godomar auraient tenté d'éliminer Gondebaud, l'auraient vaincu lors d'une bataille près d'Autun, mais Gondebaud se serait finalement rétabli et les aurait éliminés.
Si on se reporte à l'Histoire des Francs, Grégoire de Tours ne dit rien concernant le destin de Godomar, mais indique formellement que Chilpéric est mort du fait de Gondebaud : « Gondebaud égorgea Chilpéric son frère et noya la femme de celui-ci en lui attachant une pierre au cou », sans rien préciser sur les circonstances de ces exécutions. Grégoire de Tours écrit dans les années 570-580, mais il faut souligner que Chilpéric (le Jeune) est le père de Clotilde, qui deviendra reine des Francs en épousant Clovis et qui, de la mort de Clovis en 511 à sa propre mort vers 545, vivra à Tours, dont Grégoire devient évêque une trentaine d'années plus tard.
En 1739, Dom Plancher, historien de la Bourgogne, réfute ce qu'il appelle « les inventions et fictions de quelques auteurs modernes » concernant les prétendues guerres civiles de Gondebaud contre Godomar et Chilpéric et la bataille livrée devant Autun.
À l'heure actuelle, Justin Favrod précise que : « [… Chilpéric] mourut selon toute vraisemblance avant son oncle Chilpéric Ier (l'Ancien) et que, vraisemblablement, Godomar est, comme son frère, avant son oncle, et ne régna pas non plus ». Michèle Laforest, dans Clovis, un roi de légende, écrit que « Godomar disparut sans laisser de traces. Carence des archives ou crime parfait on ne saura jamais ».
Ce qui est absolument certain, c'est qu'à la mort de Chilpéric Ier, la royauté est partagée au moins entre Gondebaud et Godégisèle.

#### Godégisèle roi à Genève
Godégisèle, le cadet, reçoit la partie nord du royaume : les cités de Langres, Besançon, Chalon-sur-Saône, Autun, Genève et le Valais. Godégisèle installe sa capitale à Genève.
Durant son règne, il fait face aux Alamans qui poussent leurs incursions dévastatrices sur les territoires de Langres et de Besançon. Ils ont sans doute ruiné la cité de Langres, provoquant la fuite de l'évêque Aprunculus et l'obligeant à se réfugier à Dijon. Selon Justin Favrod, les Alamans allèrent peut-être jusqu'à menacer Godégisèle dans sa capitale à Genève.
Godégisèle, de croyance arienne, a une épouse de confession nicéenne, Théodelinde, dont le nom suggère une origine alémanique ou franque rhénane. Il manifeste ainsi sa volonté d'entente entre les Burgondes ariens et les Gallo-Romains nicéens. Théodelinde peut fonder à Genève une église dédiée à saint Victor, un des martyrs de la légion thébaine.

#### Gondebaud roi à Lyon

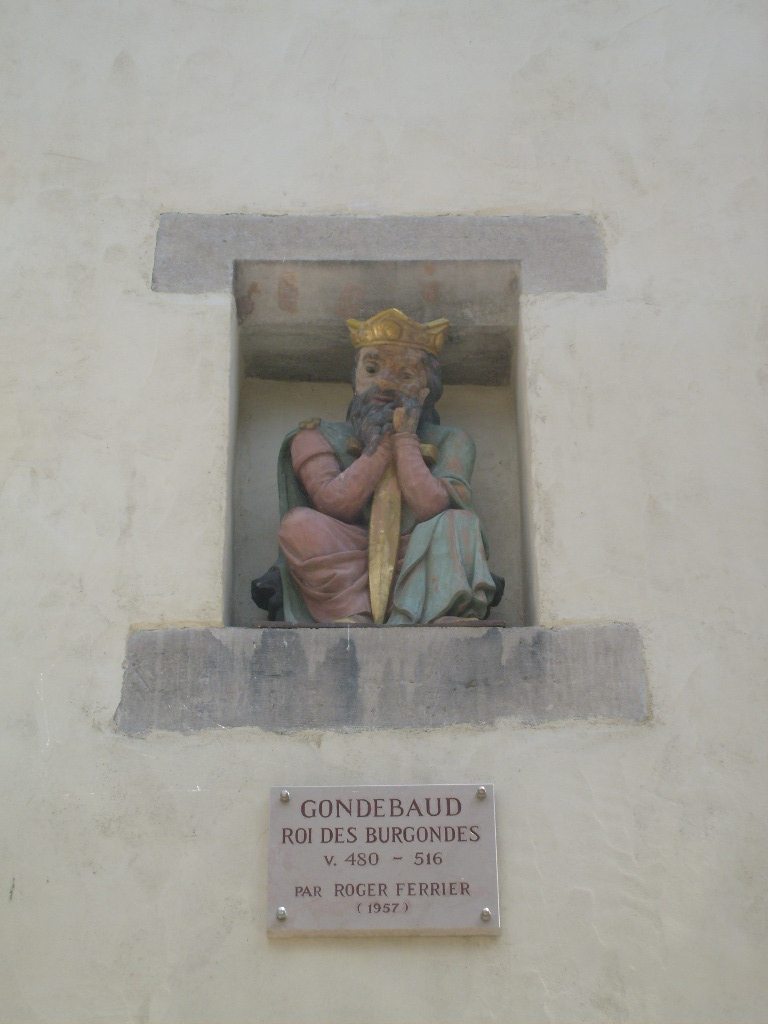
Gondebaud
roi des Burgondes
façade d'une maison de la vieille-ville de Genève.

Gondebaud reçoit les dix-huit cités du sud du royaume. Il fait de Lyon sa capitale.
L'épouse de Gondebaud serait aussi une nicéenne, Carétène, qui élève Clotilde, recueillie au palais, dans la même confession.
En 492, alors qu'une lutte farouche oppose Odoacre à l'Ostrogoth Théodoric le Grand pour la domination de l'Italie, il entreprend, probablement accompagné de Godégisèle, une expédition dans la péninsule italienne dans le but de se procurer des esclaves pour la culture des nouvelles terres. Il pénètre dans la péninsule sans rencontrer de résistance et avance dans les provinces de Ligurie, de Lombardie, et même jusqu'en Émilie. Il aurait ramené plus de 6 000 prisonniers de cette expédition. En 493, une ambassade composée des évêques Epiphane de Pavie et Victor de Turin est envoyée par Théodoric le Grand pour le rachat des prisonniers italiens. Cette ambassade est l'occasion de conclure avec Théodoric une alliance scellée par le mariage d'Ostrogotha, la fille de Théodoric, et de Sigismond, fils aîné de Gondebaud. La même ambassade prit ensuite le chemin de Genève pour se rendre auprès de Godégisèle.

#### Guerre entre Gondebaud et Godegisèle (vers 500)
Selon Grégoire de Tours, en 500 ou 501, Clovis reçoit favorablement une sollicitation de Godegisèle, frère de Gondebaud, qui lui promet sa soumission si le roi franc l'aide à vaincre son frère afin de s'emparer de tout le royaume burgonde.

##### Bataille de Dijon
Les trois armées, celle de Gondebaud, celle de Godegisèle et celle de Clovis, se rencontrent près de Dijon. La bataille se déroula presque sous les murs du castrum de Dijon. Le combat à peine commencé, Godegisèle dévoile sa trahison et joint ses troupes à celles de Clovis. Gondebaud, poursuivi par l'ennemi, s'enfuit pour trouver une protection jusqu'à Avignon

##### Siège d'Avignon
Clovis établit le siège de la ville. Les talents diplomatiques de Gondebaud, aidés par une alliance du roi wisigoth finirent par renverser la situation. Clovis leva le siège, peut-être sous la menace d'une attaque wisigothique.

##### Châtiment de Godegisèle
Après le départ des Francs, les représailles de Gondebaud à l'encontre de son frère ne tardèrent pas. En 501, il attaque son frère rebelle retranché dans Vienne et le tue, ainsi que plusieurs de ses proches,.

##### Rencontre entre Gondebaud etClovisIersurLa Cure
La rencontre de Gondebaud et de Clovis Ier, aux limites respectives de leur royaume entre les évêchés d'Auxerre et d'Autun, nous est révélée par un épisode de la Vie Saint Eptade en ces termes :

« À l'époque où sur les bords du fleuve Cure deux rois puissants (ou les puissances orgueilleuses de deux rois) se réunissent pour faire la paix, à savoir entre les Burgondes et les Francs, le très excellent roi des Francs Clovis demanda au roi Gondebaud de lui accorder d'ordonner évêque pour sa cité d'Auxerre ce très saint homme Eptade. Mais sa volonté offensée résista à la pétition ou élection dudit roi, tellement il estimait ne pas en avoir les capacités. Cependant à cause de la concorde et de la paix du peuple présent et par intuition de foi, comme on lui demandait, il ne put refuser »

— (Saint Eptade du Morvan), Vita Eptadi, 8-10. Traduction donnée par K. Escher, Les Burgondes, p. 106
Si les historiens s'accordent désormais pour traduire fluvium Quoranda en rivière La Cure, ils émettent des avis discordants sur le contexte de cette rencontre. L'Histoire de la Bourgogne publiée sous la direction de J. Richard place cette rencontre dans le cadre de la guerre qui eut lieu sous les murs de Dijon en 500 ou 501 après la défaite de Gondebaud. Selon cet ouvrage qui s'appuie sur « les histoires postérieures » les deux souverains auraient, lors de cette rencontre, traité pour détacher du royaume Burgonde la cité d'Auxerre, mais en l'amputant de la cité de Nevers, ce qui aurait, toujours selon cet ouvrage constitué, à long terme l'acte de naissance du Nivernais. Charles Commeaux dans Histoire des Bourguignons (p. 45) écrit laconiquement que par ce traité, signé vers l'année 500, sur la Cure entre Gondebaud et Clovis Ier, la Champagne ( ?) et l'Auxerrois sont donnés aux Francs. J. Favrod situe lui aussi, la date de la rencontre vers 501. Il explique que Gondebaud avait besoin d'une alliance avec Clovis pour résister aux Alamans qui menaçaient les cités du nord de la Burgondie qu'il venait de récupérer après la mort de Godégisel. Pour sceller l'alliance, selon J. Favrod, Clovis Ier aurait demandé à Gondebaud d'accepter qu'Eptade, abbé de Burgondie, « devienne évêque de sa ville d'Auxerre ». J. Favrod ne précise pas quand Clovis est rentré en possession de la cité d'Auxerre. K. Escher émet plusieurs hypothèses sur les raisons de cette rencontre qu'elle place soit dans les années 490, soit peut-être vers 506, la date étant discutée, écrit-elle. La rencontre aurait pu avoir lieu pour régler des conflits frontaliers et qu'à cette occasion Gondebaud aurait fait quelques concession à Clovis, comme l'abandon de la cité d'Auxerre. Elle reprend également comme hypothèse plausible les arguments des auteurs cités précédemment, c'est-à-dire que la rencontre aurait pu se dérouler dans le cadre de la guerre de 500. Gondebaud devint même l'allié de Clovis Ier. C'est peut-être par l'intermédiaire de Gondebaud que Clovis s'entend avec l'empereur d'Orient Anastase Ier.
À la faveur de ce traité, le royaume burgonde, dont Gondebaud est devenu le seul maître, jouit ensuite de la paix pendant plusieurs années.

### Apogée du royaume burgonde

#### Mariage de Clotilde
Le mariage de Clotilde avec Clovis est traditionnellement situé vers 493 ; mais d'autres chercheurs penchent pour une date plus tardive (501). La datation du mariage de Clovis est un problème historiographique en partie lié à celle de la victoire de Tolbiac sur les Alamans et à celle de son baptême (de 496 à 508), la seule chose certaine étant que le baptême de Clovis est postérieur à son mariage.

#### Alliance avec Clovis
La victoire remportée par Clovis sur les Alamans à Tolbiac en 496 en fait un prince redoutable. Sa conversion du paganisme à la foi nicéenne lui assure le soutien des évêques de Gaule, pas seulement dans son royaume. Les évêques nicéens sont particulièrement hostiles à la royauté de Toulouse qui exilait les évêques. La lutte contre l'hérésie arienne du royaume d'Alaric II sert de prétexte à Clovis pour lancer la conquête.
Au printemps 507, le roi franc se met en campagne malgré les appels à la modération lancés par Théodoric le Grand. Gondebaud lui apporte son concours avec un détachement burgonde commandé par Sigismond, qui après avoir reçu la bénédiction de saint Avit, traverse les monts d'Auvergne et du Limousin. Le castrum d'Idunum (actuel Dun-le-Palestel) et la cité de Brioude où ils pillent le sanctuaire de saint Julien, subissent les effets dévastateurs de son passage. Une intervention d'Eptadius (saint Eptade du Morvan) auprès de Sigismond aurait cependant permis la libération des captifs d'Idunum.
Poitiers est le lieu de rendez-vous des belligérants, avant l'affrontement avec les Wisigoths qui a lieu à Vouillé, non loin de là. Alaric II trouve la mort de la main même de Clovis et l'immense territoire des Wisigoths tombe sous la domination du roi des Francs. Les forces conjointes des Francs et des Burgondes sont à Toulouse au printemps 508.
Clovis repart alors, bien que la conquête ne soit pas terminée, les Wisigoths conservant le contrôle de la Narbonnaise et de la Provence. En 508, Gondebaud s'empare de Narbonne tenue par Gésalic, un fils d'Alaric II. Arles subit pendant plusieurs mois le siège des armées burgonde et franque.
Théodoric le Grand, après avoir surmonté une agression, peut-être concertée avec Clovis et Gondebaud, de l'empereur d'Orient Anastase, décide d'intervenir. Une armée commandée par le général Ibba libère Arles et reprend Narbonne, infligeant de lourdes pertes aux troupes burgondes et franques tandis que des renforts commandés par le général Mammo, ayant franchi les Alpes au Montgenèvre, ravagent les cités d'Orange et de Valence.
Gondebaud obtient la restitution d'Avignon et de Viviers, mais la Provence reste en possession de Théodoric, brisant définitivement l'espoir des Burgondes d'atteindre les rives de la Méditerranée.

#### Arianisme et christianisme nicéen
Pendant les seize années qui lui restent à vivre, Gondebaud mène, comme ses prédécesseurs, une politique d'équilibre entre les Burgondes et les Gallo-Romains, deux ethnies de langues, de mœurs et de religions différentes. Il veille particulièrement à l'application de la règle qui voulait que deux comtes, un Romain et un Burgonde soient en fonction dans chaque cité.
Son souci de maintenir la concorde entre les ariens et les nicéens lui fait mener un jeu complexe de soutien ouvert à l'Église arienne et de faveurs cachées à l'Église nicéenne. Malgré les efforts répétés d’Avit de Vienne pour le persuader de se convertir, il reste arien, mais Carétène son épouse, de confession nicéenne, fonde à Lyon l'église dédiée à saint Michel où elle sera inhumée en 506. Le couple royal donne l’exemple de l’entente entre ariens et nicéens.
Patient, évêque de Lyon, accepte de partager ses repas avec Gondebaud et Avit de Vienne ne lui ménage pas son soutien. Il lui donne le titre de « roi très glorieux » et de « maître » (magister militum). Tolérant, Gondebaud ne met pas d'obstacle à la conversion des Burgondes ariens. Il proteste cependant lorsque Hymnémode, (Hymnémodus), fonctionnaire royal, se convertit. Au sein de la famille royale se trouvent des enfants favorables au christianisme nicéen : Clotilde, la fille de Chilpéric II, sa sœur Croma devenue religieuse. Et Sigismond, le fils de Gondebaud se convertit à la foi nicéenne vers 506. Les enfants de Sigismond, Suavegotha et Sigeric semblent avoir reçu une éducation nicéenne par Carétène leur grand-mère.

#### Loi Gombette
Le désir de Gondebaud de rapprocher les deux ethnies burgonde et gallo-romaine se retrouve dans la loi gombette qu'il fait promulguer au début des années 500 ; « aucun texte ne montre mieux la fusion de l'élément romain avec l'élément germanique ». Grégoire de Tours indique : « Gondebaud donna aux Burgondes des lois plus douces pour qu'ils n'oppriment pas les Romains ».
Vers l'an 501-502, Gondebaud pose, avec l'aide de ses juristes les bases d'une législation à la fois civile et criminelle qui resta consignée dans ses codes :
- la lex Burgundionum, désignée du nom de son promulgateur comme lex Gundobada, puis Lex Gumbata, ce qui en français a donné « loi gombette », qui s'applique aux cas où sont impliqués des Burgondes non clercs (droit germanique influencé par le droit romain) ;
- la lex romana Burgundionum, qui s'applique aux gens d'Église et aux cas où sont impliqués seulement des Gallo-romains (droit romain).

Outre les articles propres aux crimes et délits, la loi Gombette établit le principe de l'« hospitalité » qui fixe les conditions d'installation des nouveaux venus et le mode de répartition des terres.
Les Burgondes avec au sommet de leur hiérarchie les deux frères Gondioc et Chilpéric l'ancien, (ou Hilpéric), rois tous les deux, installés dans la capitale régionale de Genève occupèrent, en partage avec les indigènes qui continuaient à relever de l'Empire, le territoire autour de Genève, petite fraction de la Sapaudia, avec le statut de peuple fédéré ayant devoir de fidélité à l'Empire et mission de défendre le territoire concédé.

## Fin du royaume burgonde

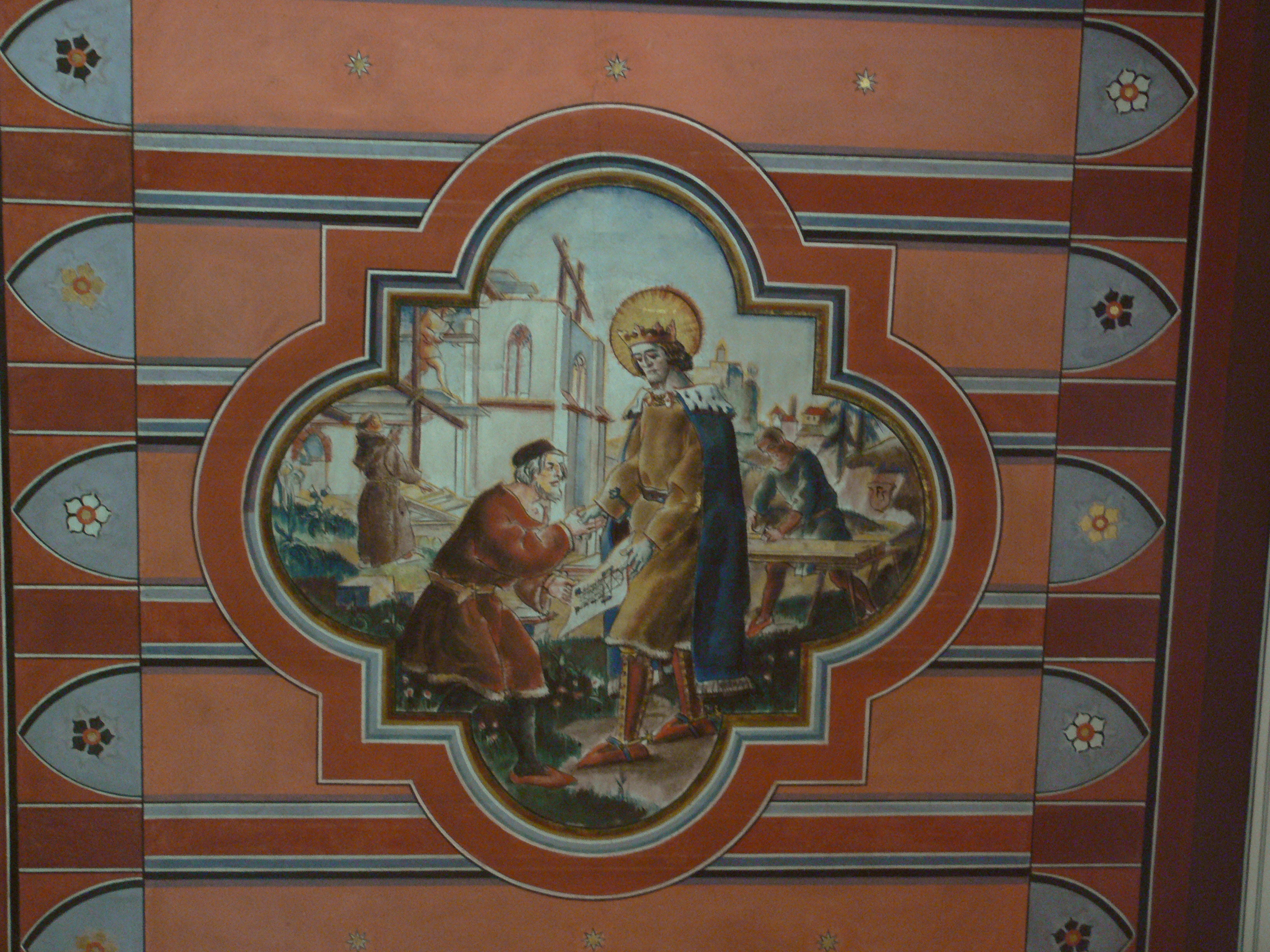
Saint Sigismond bâtisseur, église de Hepbach (Markdorf), Bade-Wurtemberg.

### Sigismond
Gondebaud décède en 516, ayant placé son royaume sur le chemin de la paix et de la prospérité. Il a pour seul héritier son fils Sigismond, malgré la présence de son frère Godomar. Sigismond a épousé vers 493 Ostrogotha, la fille arienne du roi d'Italie Théodoric le Grand, renforçant l'influence arienne à la cour de Gondebaud. Ostrogotha lui donne un fils nommé Sigéric. Comme son père, Sigismond a reçu de l'empereur d'Orient Anastase, le titre de patrice. Il a été associé au trônevers ou 505 ou 513 en le faisant couronner à Carouge, lui donnant à gouverner la partie du royaume burgonde qui comprend l’Helvétie occidentale et la Séquanie, Sigismond ayant Genève pour capitale.

#### Crime d'un saint
En 522, le roi burgonde accorda du crédit aux propos calomnieux répandus par sa seconde femme, à l'encontre de Ségéric, le fils de sa première femme. Il le fit mettre à mort en l'étranglant dans son lit. Puis, déchiré par les remords, il vient s'humilier pour expier son crime au monastère de saint-Maurice d'Agaune. Une tempête de réprobations s'abat sur Sigismond. Les grands du royaume sont indignés et Sigismond perd leur soutien. Il peut s'attendre à des représailles de la part de Théodoric le Grand qui ne peut pas laisser impunie la mort de son petit-fils.
Mais c'est de ses alliés francs que vient le châtiment, précisément du roi d'Orléans Clodomir Ier, premier fils de Clovis Ier et de Clotilde.

#### Intervention de Clodomir, roi d'Orléans (523)
Grégoire de Tours écrit que Clotilde excitait ses enfants à venger contre les Burgondes le meurtre de ses parents par Gondebaud. Les historiens s'interrogent sur la véracité de ce récit. Ils s'interrogent sur la raison de cette revendication tardive : Gondebaud, l'auteur du crime contre ses parents, est mort depuis six ans et Clotilde aurait eu la possibilité, du vivant de Clovis, de l'exhorter à la venger ; par ailleurs, Clotilde entretenait d'excellentes relations avec Sigismond.
L'étude effectuée par l'historien Maurice Chaume « qui avance quelques indices convaincants, et dont l'explication, même si elle n'est pas démontrée, s'avère si séduisante qu'il n'en a pas de meilleure à proposer », permet à Justin Favrod de soutenir une autre thèse. Clodomir était marié à une burgonde nommée Gondioque. Cette burgonde, de sang royal, puisqu'à la mort de Clodomir, Clotaire, son frère, l'épousa aussitôt, serait la fille d'un fils de Godégisèle décapité par Gondebaud après la prise de Vienne en 501. C'est en fait Gondioque qui aurait appelé à la vengeance.
Clodomir a sans doute des visées expansionnistes vers les importantes possessions de Sigismond. Peut-être a-t-il voulu profiter des circonstances pour faire valoir des droits sur le royaume burgonde.

#### Défaite et mort de Sigismond
Clodomir part combattre les Burgondes qui, sans doute peu motivés à soutenir Sigismond, sont vaincus. Sigismond s'enfuit vers l'abbaye de saint Maurice d'Agaune pour y trouver asile, poursuivi par ses propres sujets, qui se joignirent aux Francs. Découvert alors qu'il a revêtu un habit de moine, il est pris et livré à Clodomir. Sa femme et ses enfants, sans doute réfugiés à Lyon, sont mis entre ses mains, preuve d'une vaste conjuration, selon J. Favrod.
Clodomir amène ses prisonniers près d'Orléans. Malgré une intervention d'Avitus d'Orléans qui l'aurait mis en garde en prédisant sa mort s'il les faisait mourir, il les fait mettre à mort en les précipitant dans un puits à Saint-Péravy-la-Colombe.

#### Politique religieuse de Sigismond

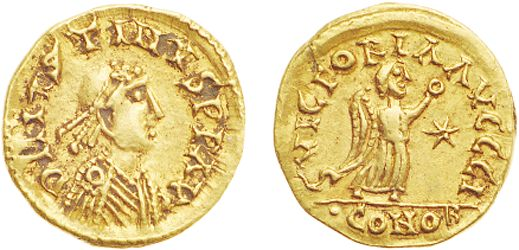
Tremissis ou tiers de sou d’or du royaume des Burgondes au nom de l’empereur Justin Ier et au monogramme du roi Sigismond.

Vers 506, Sigismond s'est converti à la religion de son précepteur Avit de Vienne, provoquant un renversement d'alliance au profit des Francs et au détriment des Goths ariens. Un an avant la mort de Gondebaud, il manifeste sa dévotion en fondant dans le Valais la grande abbaye royale d'Agaune qu'il dote de biens immenses. Saint Avitus, alors métropolitain du Valais préside la cérémonie de dédicace.
Dès son arrivée au pouvoir, il convertit au christianisme nicéen ses deux enfants Suavegotha et Ségéric. Voulant se rapprocher des Francs, il donne sa fille Suavegotha en mariage à Thierry Ier, le fils aîné de Clovis.
En 517, Sigismond fait convoquer un concile à Épaone, ville aujourd'hui identifiée à Saint-Romain d'Albon, afin de régler diverses questions relatives aux relations entre nicéens et ariens. L'esprit d'intolérance se faisant jour dans les propositions des prélats, Avit se voit obliger de modérer le zèle de ses collègues.
En tant que fervent nicéen, Sigismond peut compter sur l'appui et la sympathie de tous les prélats de l'orthodoxie nicéenne, mais il commet une première maladresse en voulant maintenir sa prérogative royale contre le haut clergé dans l'affaire du mariage de Stephanus, un haut fonctionnaire du royaume. Le mariage étant considéré comme illicite, Stephanus est excommunié. Sigismond intervient vigoureusement auprès des évêques pour demander la levée de la sanction. L'épiscopat refuse et confirme la sentence d'excommunication. Sigismond est obligé d'accepter la décision, mais il s'est aliéné le soutien de ceux sur lesquels il pouvait le plus compter.

### Règne de Godomar III (523-534)
Après la défaite de Sigismond, son frère Godomar est proclamé roi.

#### Bataille de Vézeronce
En 524, la situation paraît propice aux héritiers de Clovis Ier pour une grande opération. Clodomir et ses frères Childebert et Clotaire lancent leurs troupes sur les Burgondes.
Les armées se rencontrent le 25 juin 524 à Vézeronce. Le premier choc est favorable aux Francs, mais Clodomir s'étant éloigné des siens, est reconnu par les Burgondes qui s'en emparent et le mettent à mort. Grégoire de Tours raconte la mort de Clodomir en ces termes :
« […]. Or, tandis que Godomar tournait le dos avec son armée et que Clodomir qui le poursuivait, s'était écarté des siens à une grande distance, les adversaires contrefaisant son signe (de ralliement) lui crient : "tourne toi par ici ! dirent-ils car nous sommes tes hommes". Mais, lui, leur ajoutant foi, partit et se jeta au milieu des ennemis. Sa tête fut coupée et on l'éleva en l'air fixée à une lance… »
 Grégoire de Tours présente ensuite la bataille de Vézeronce comme une victoire franque, mais il est clair que cela ne correspond pas à la réalité, que les Francs ont été vaincus et que Godomar a repris le contrôle de son royaume.
Cependant, Théodoric le Grand prend possession de toutes les cités situées au sud de l'Isère : Gap, Apt, Cavaillon, Carpentras, Orange, Sisteron, Embrun, doivent être abandonnées au roi d'Italie.

#### Royaume burgonde dépecé
Les dernières lois burgondes témoignent d'un état de guerre et de perturbation des rapports sociaux[réf. nécessaire] résultant d'un état de guerre avec les Francs.
En 532 ou 533, les frères de Clodomir, Childebert et Clotaire décident d'en finir et reprennent la guerre. Thierry refuse de s'associer à leur entreprise.
Godomar résiste et se retranche dans Autun. Les Francs assiègent la ville pendant un an. Autun finit par tomber et Godomar s'enfuit (son destin ultérieur n'est pas connu, la légende veut qu'il se soit replié dans le Valgaudemar dans les Hautes-Alpes). Les Francs, sans doute échaudés par cette résistance opiniâtre, ne poussent pas plus avant leur conquête.
C'est alors que Thierry meurt (534). Son fils aîné Thibert (ou Théodebert) qui lui succéda, issu du premier mariage de Thierry, n'est pas lié aux Burgondes par des liens de parenté. Il accepte de se joindre à ses oncles dans une campagne décisive qui met fin au royaume burgonde.
Les rois francs se partagent le royaume :
- Thibert Ier reçoit les cités du nord : Langres, Dijon, Besançon, Nevers, Autun, Chalon, Windisch et le Valais ;
- Childebert reçoit Lyon, Vienne, Genève et Grenoble ;
- Clotaire reçoit probablement la majorité des villes comprises entre l'Isère et la Durance[97].

Les Burgondes n'opposent pas de résistance soutenue face aux Francs et peuvent garder un temps leurs lois et leurs coutumes.

## Langue
Le poète Sidoine Apollinaire a qualifié les Burgondes de Germains et leur langue de germanique ; mais selon Herwig Wolfram c’est seulement parce qu’ils étaient venus en Gaule depuis la Germanie.
Plus précisément, on range leur langue dans le groupe des langues germaniques orientales, en les identifiant avec les Burgondes des régions orientales dont Pline l’Ancien avait parlé beaucoup plus tôt, et en s’appuyant sur certains noms propres et certains noms de lieux. Tout cela, cependant, est à présent considéré comme incertain. Sur la langue on sait peu de choses. On considère comme dérivés de l’ancienne langue bourguignonne certains noms propres qui nous sont parvenus ainsi que certains termes utilisés dans la région à l’époque moderne, il est souvent difficile, cependant, de les distinguer des mots germaniques qui ont d’autres origines, et de toute façon leur forme moderne nous permet rarement d’en déduire beaucoup celle qu’ils avaient dans l’ancienne langue.
Le burgonde semble s’être éteint à la fin du VIe siècle.

## Religion
Quelque part dans l'est, les Burgondes s'étaient convertis au christianisme arien à partir du paganisme germanique antérieur. Leur arianisme était une source de suspicion et de méfiance entre les Burgondes et l'Empire romain d'Occident catholique.
Les divisions ont été résolues ou étaient en train d'être résolues vers 500, Gondebaud, l'un des derniers rois bourguignons, entretenant une étroite amitié personnelle avec Avitus, évêque de Vienne. Si l'influence de ce dernier sur les rois Chilpéric et Gondebaud ne fut pas assez forte pour les convertir au catholicisme, elle fut décisive auprès des fils de celui-ci, Sigismond et Godomar, et de la fille de Chilpéric II, Clotilde. Un grand nombre de Burgondes ont été également convertis à cette époque, y compris plusieurs femmes membres de la famille dirigeante.

## Objets burgondes à Beaune
Lors de la construction d'un parking souterrain à proximité de l'ancienne église Saint-Étienne à Beaune, une nécropole urbaine, autrefois située en dehors de la ville, est découverte. Avec ce cimetière d'une superficie de 3800 m², la ville devient ainsi un haut lieu de référence dans le domaine de l'archéologie.
Les fouilles organisées de septembre 1987 à mai 1988 mettent en évidence une grande variété de tombes.
Un groupe de sépultures contemporaines du royaume burgonde présente notamment un mobilier funéraire caractéristique composé de plaques-boucles, fibules et bijoux.
Deux pièces originales retrouvées dans les tombes en témoignent :
La fibule aviforme en argent doré et grenat (Inv. 2008.1.8.1 et 2) représente un oiseau de proie (peut-être un aigle), figuré de face, ailes déployées, la tête tournée vers la droite. Le bec crochu est très développé, l’œil est marqué par un grenat, les plumes suggérées par de petits cercles.
La plaque-boucle en bronze doré et incrustée de verre (Inv. 2008.1.3) provient de la sépulture d'un homme d'une trentaine d'années et a vraisemblablement une origine wisigothique (probablement d'Espagne et/ou Sud-Est de la Gaule).
Ce mobilier funéraire n'est cependant pas typique des Burgondes et peut aussi concerner d'autres peuples tels que les Wisigoths ou les Francs qui utilisaient ces objets, à l'exception peut-être de la fibule aviforme. Ces bijoux témoignent donc d'une période de fort métissage entre les peuples et de la mise en place d'une acculturation progressive des Burgondes au monde gallo-romain.
La connaissance du peuple burgonde se fonde presque exclusivement sur l'archéologie funéraire car très peu d'habitations ont été retrouvées.
De telles découvertes archéologiques mettent en relief l'évolution des rites funéraires et permettent de retracer la vie des populations d'un point de vue anthropologique.

## Naissance de la Bourgogne

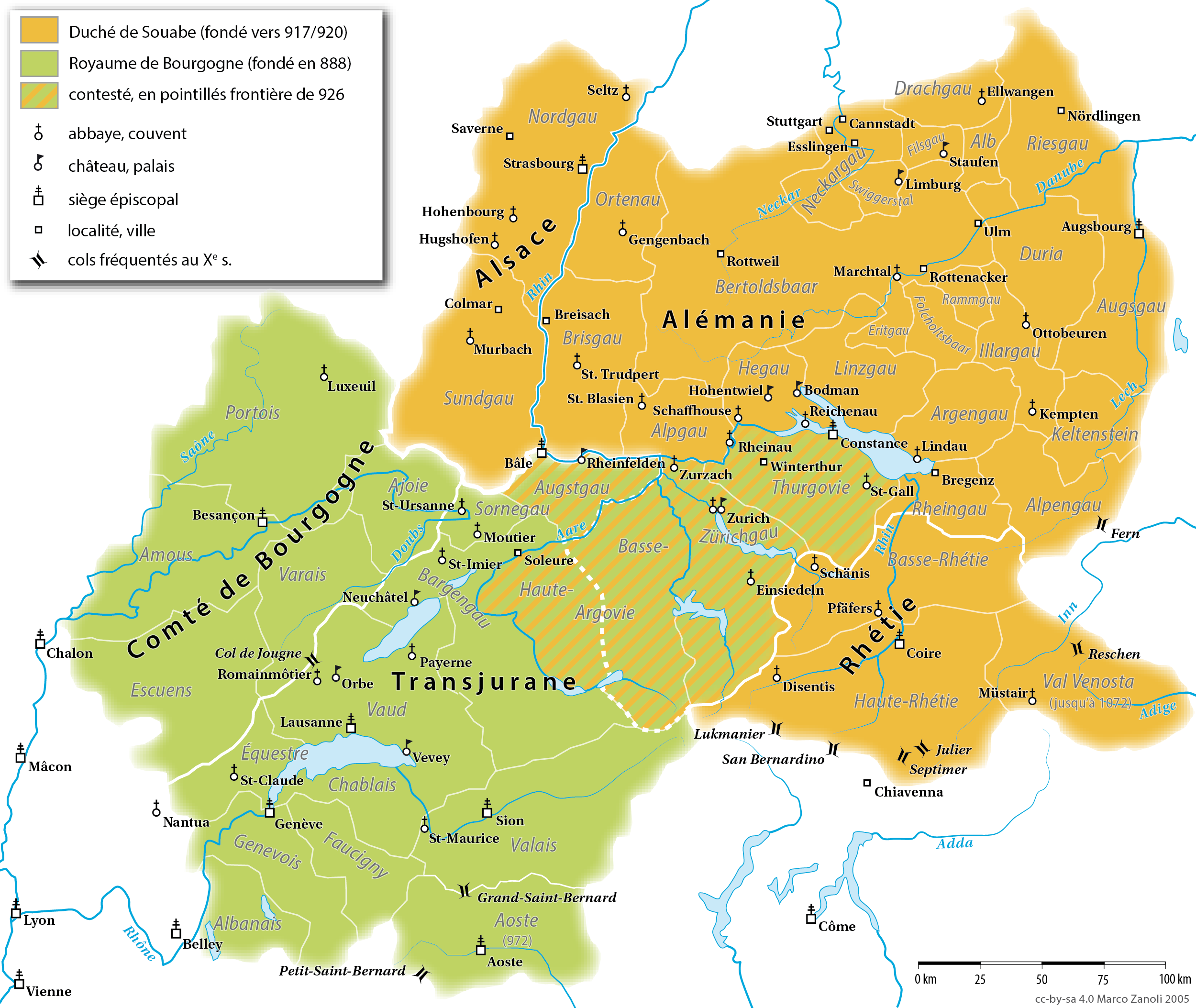
Carte du duché d'Alémanie en Souabe et du Royaume de Haute-Bourgogne en l'an 1000, ainsi que leurs territoires disputés.

Malgré l'effondrement de la dynastie burgonde et la victoire définitive des fils de Clovis, la cohésion entre les deux ethnies burgonde et gallo-romaine, née des actions pacificatrices et unificatrices des rois burgondes avait fait naître un particularisme et un état d'esprit bourguignon que le temps n'éteindra pas. Sous le sceptre mérovingien la Bourgogne demeura. Le royaume burgonde s'était évanoui mais la Bourgogne était née. Elle porte dans son nom le souvenir de ce premier royaume.
Une fois devenu mérovingien, le royaume de Bourgogne inféodé, récupère un conflit territorial avec ce qui devient le royaume alaman, à savoir le duché d'Alémanie. Cette dispute emmène jusqu'après l'an mille, illustrant l'empreinte identitaire laissée par l'arrivée des Burgondes dans ces régions.
En résumé, le témoignage des tombes nous apporte la certitude qu'en pays « burgonde » la tradition romaine est demeurée très forte, que les traditions orientales y ont aisément prospéré tandis qu'aucune tradition burgonde vraiment originale ne nous est révélée ; ce témoignage rejoint donc ceux de l'histoire, de la toponymie et de l'anthropologie : dans le pays dont ils furent l'élément directeur, les Burgondes se sont rapidement fondus avec les populations plus anciennes; et si, au VIIe siècle, le mobilier funéraire caractérisé par les damasquinures témoigne d'un incontestable essor, cet essor est, en fait, postérieur à la « Fusion progressive ».
La coutume Royale rapportée dans les Nibelungen fait de l’aîné, le roi et du cadet ou de l’héritier, le vice-roi. Dans une phrase ambiguë H. Wolfram déclare que, à l’inverse des Mérovingiens qui se partageaient réellement le territoire, les Burgondes conservaient l’unité du regnum, tout en dotant les rois de territoires délimités et de résidences (WOLFRAM, 1995, p. 28). Les rapports entre les Romains et les Burgondes ont été sinon toujours cordiaux, du moins assez étroits et culturellement riches.
| Liste des rois burgondes Les données concernant les rois burgondes sont très incertaines |                                                                           |                                                                       |                                                                       |
| Le roi Gondebaud, dans la loi gombette : TITRE III, De la liberté de nos esclaves, cite les noms de ses aïeux « de royale mémoire » : Gibica, Godomar, Giselher (ou Gisclar-Gislahar), Gundahar (ou Gondicaire-Gondichaire) |                                                                           |                                                                       |                                                                       |
| En Germanie |                                                                           |                                                                       |                                                                       |
| Gibica ? Ancêtre historique ou mythique des rois burgondes |                                                                           |                                                                       |                                                                       |
| Godomar ? | Giselher (Gislahar) ?                                                     | Gundahar (Gondichaire ou Gondicaire) (nom latin : Gondicarius) ?      | Gundahar (Gondichaire ou Gondicaire) (nom latin : Gondicarius) ?      |
| Ont-ils régné en même temps ou l'un après l'autre ? |                                                                           |                                                                       |                                                                       |
| Royaume de Worms ? |                                                                           |                                                                       |                                                                       |
| Gondichaire (Gondichaire ou Gondicaire) († vers 436/437 ?) |                                                                           |                                                                       |                                                                       |
| Installation en Sapaudia, (région de Genève) et expansion du royaume : vallées Rhône, Saône et Alpes (Future Burgondie) |                                                                           |                                                                       |                                                                       |
| Gondioc († vers 460-463 ?) | Gondioc († vers 460-463 ?)                                                | Chilpéric Ier (Hilpéric) († vers 476 ?)                               | Chilpéric Ier (Hilpéric) († vers 476 ?)                               |
| Chilpéric Ier seul († vers 476 ?) Pas de postérité masculine |                                                                           |                                                                       |                                                                       |
| Quatre fils de Gondioc |                                                                           |                                                                       |                                                                       |
| Godomar II († date inconnue : avant 476. Ne règne pas) | Chilpéric II († date inconnue : avant 476. Ne règne pas) Père de Clotilde | Godégisèle épouse Théodelinde                                         | Gondebaud épouse Carétène († 506)                                     |
| Godégisèle († 500) | Godégisèle († 500)                                                        | Gondebaud († 516)                                                     | Gondebaud († 516)                                                     |
| Gondebaud seul († 516) |                                                                           |                                                                       |                                                                       |
| Gondebaud († 516) | Gondebaud († 516)                                                         | Sigismond épouse vers 494 Ostrogotho fille de Théodoric, roi d'Italie | Sigismond épouse vers 494 Ostrogotho fille de Théodoric, roi d'Italie |
| Sigismond († 523) |                                                                           |                                                                       |                                                                       |
| Godomar III († date inconnue ; après 534) |                                                                           |                                                                       |                                                                       |
| Chute et fin du royaume. Partagé entre les rois Francs |                                                                           |                                                                       |                                                                       |

## Dans la culture populaire

### Kaamelott
Le roi Burgonde de la franchise Kaamelott, d'abord une série télévisée (2005-2009) puis un film (2021), interprété par Guillaume Briat, est la seule représentation connue notable d'un Burgonde dans la culture populaire, ou même dans une œuvre audiovisuelle en général. Il n'est jamais nommé.
Dans la série, il n’apparaît que dans six épisodes. Il est montré comme gros, gourmand, stupide, s'exprime de façon incompréhensible et ne sert pas dans l'intrigue principale; il n'est qu'un personnage secondaire comique qui revient de temps en temps dans certains épisodes. Le peuple burgondes en général est montré, au travers des dialogues entre les protagonistes de la série, comme un peuple décadent, idiot et peu nombreux, qui s'attaque de temps en temps au royaume de Logres et à Camelot.[réf. nécessaire]
Dans le film Kaamelott: Premier Volet, qui fait suite à la série, les Burgondes ont un rôle plus important dans l'intrigue. Fidèle dans leur comportement aux descriptions de la série, ils sont représentés bien plus comme des nomades Turco-Mongoles dans leur mode de vie (yourte, instruments) que comme des Germains, sont habillés dans un style carnavalesque multicolore et portent des peintures de guerre. On remarque même des croix de Bourgogne (anachroniques) sur leurs bannières lors des scènes de bataille.